# Baza (Granada)
Baza es una ciudad y municipio español situado en la parte centro-sur de la comarca homónima, en la provincia de Granada, comunidad autónoma de Andalucía. Limita con los municipios granadinos de Caniles, Cúllar, Benamaurel, Cortes de Baza, Zújar, Freila, Guadix —por el enclave de Bácor—, Gor y Dólar —por el enclave de El Raposo—, y con los municipios almerienses de Alcóntar, Gérgal, Nacimiento, Las Tres Villas, Abla y Fiñana. Por su término municipal discurren los ríos Guardal y Gallego. Tiene una población de 20 562 habitantes (INE 2024).
El municipio bastetano es el más extenso de toda Granada, y comprende los núcleos de población de Baza —capital municipal, comarcal, de todo el Altiplano Granadino y sede de un partido judicial propio—, Baúl, La Jamula, Río de Baza y Benacebada.

## Toponimia
Baza proviene del nombre que le pusieron los romanos a la ciudad, Basti, al parecer continuación del nombre con que era conocida en época ibérica, ya que era capital de la región antigua llamada Bastetania o Bastitania. En la Hispania visigoda fue sede episcopal de la Iglesia católica, sufragánea de la archidiócesis de Toledo que comprendía la antigua provincia romana de Carthaginense en la diócesis de Hispania.
Los árabes transformaron el nombre en medina Bastha o Batza como lo escribió Abd-el-Aziz al incluir Basti entre las ciudades conquistadas.

## Símbolos

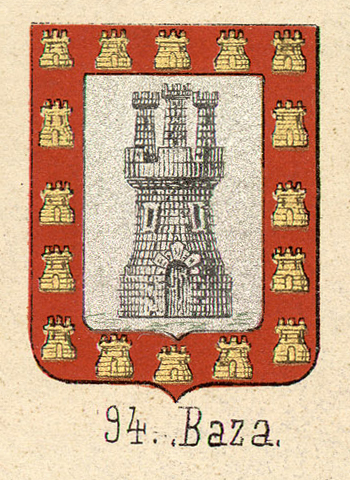
Escudo de Baza extraído de la obra Trofeo heroico (1860) de Francisco Piferrer

Baza cuenta con un escudo y bandera adoptados de manera oficial el 17 de enero de 2018 y el 24 de marzo de 2017 respectivamente. El actual escudo es una versión del concedido por los Reyes Católicos el 28 de agosto de 1494. La bandera es roja en recuerdo de los estandartes nazarí y real de Castilla, cargado con el escudo de la ciudad que preside la antigua Casa de Cabildos.

### Escudo
Su descripción heráldica es la siguiente:

Escudo español aguzado en la punta, de un solo cuartel de color gules (rojo), en su centro un castillo de oro (amarillo), rodeado por otros dieciséis castillos más pequeños también de oro. El escudo está sobre una cartela a modo de pergamino de color amarillo. En la punta de la cartela-pergamino atraviesa una cinta que lleva inscrito el lema "Muy Noble, Muy Leal y Excelentísima Ciudad de Baza". Estando el escudo timbrado de corona real cerrada, de la que cuelgan unos lambrequines.

### Bandera
La enseña del municipio tiene la siguiente descripción:

Bandera rectangular de color rojo. En el centro, la medina o núcleo urbano de Baza, rodeada por su muralla y en lo alto su alcazaba. Rodeado de dos fosos, dos puentes, y dos cursos de agua o ramblas, cercado todo por dieciséis torres. Siendo los muebles o figuras de amarillo, aclarados de azul, así como de azul también los dos cursos de agua. No siendo aclarados de azul los muebles —construcciones del interior de la muralla— sino aclarados de rojo.

## Historia
En el Calcolítico y la Edad de Bronce la zona estuvo muy poblada debido al aprovechamiento de los metales, principalmente el cobre, suelos fértiles regados por arroyos para el desarrollo de la agricultura y facilidad defensiva. La zona histórica donde se encuentra Baza era denominada por los autores grecolatinos como Bastetania. La población más importante del amplio territorio de los bastetanos se encontraría en Basti, localizada en el conjunto arqueológico de Cerro Cepero, en las inmediaciones de Baza.

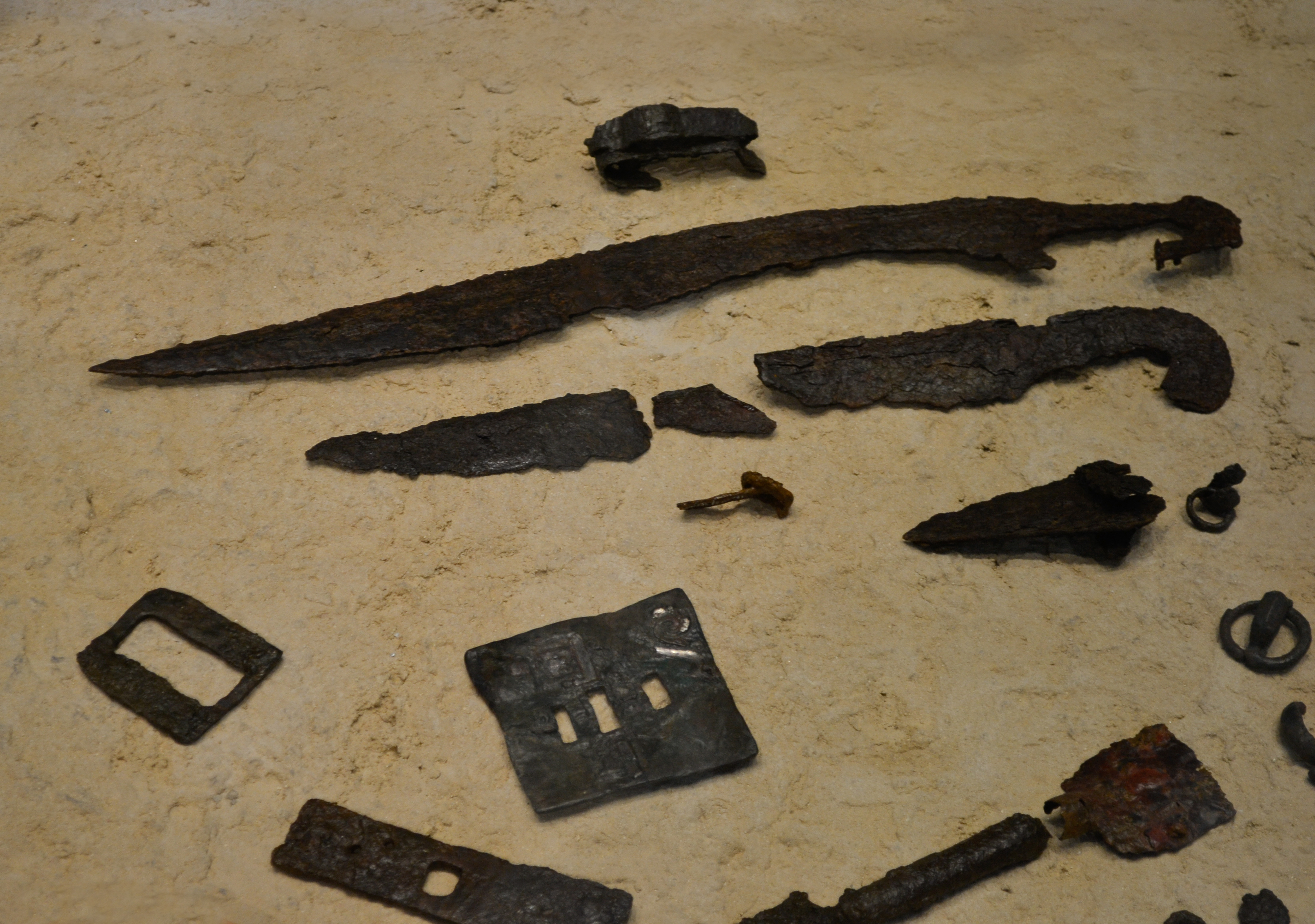
Ajuar de la tumba 155 de la necrópolis bastetana del santuario de Baza (Museo Arqueológico Nacional)

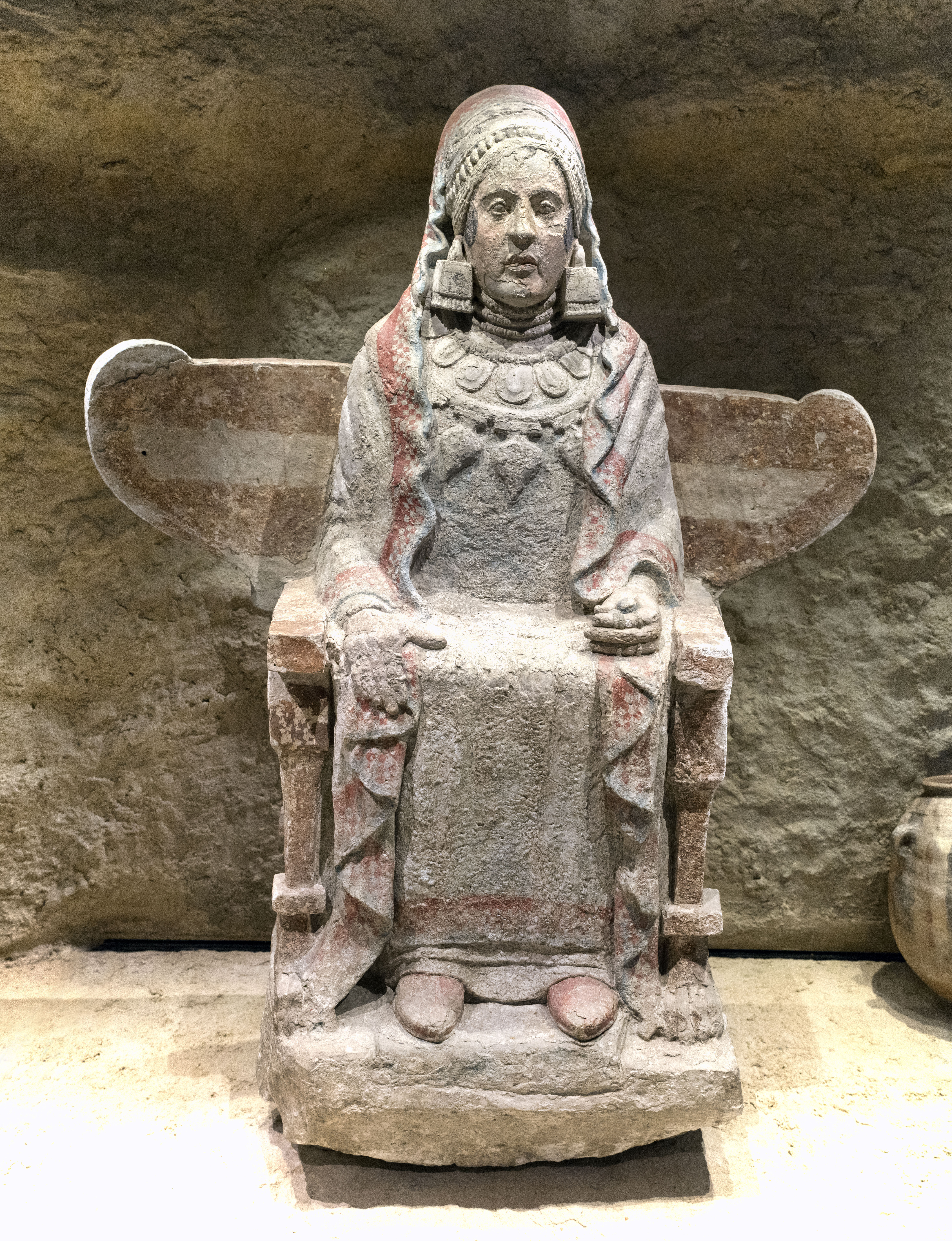
La Dama de Baza, en el Museo Arqueológico Nacional

En la época romana imperial se retomaría la actividad metalúrgica con la explotación minera de cobre, hierro, oro, plata y plomo. Con la reorganización de las provincias llevada a cabo por Augusto, el rico territorio minero de Cástulo queda dentro de la Tarraconense, de tal manera que en el siglo I, Baza se sitúa en la calzada romana que comunicaba Cástulo con el puerto de Carthago-Nova, por Acci. No existe consenso sobre la denominación de vía augusta para este trazado, ya que algunos trabajos han señalado que, entre otras consideraciones, los miliarios carecen del nombre de esa vía.
Durante la época de al-Ándalus se desarrollan los sistemas de regadío mediante acequias, aljibes y molinos de agua para el mejor aprovechamiento del agua. En 1324 el rey Ismaíl I de Granada, aprovechando la anarquía existente en Castilla por la minoría de edad del rey Alfonso XI de Castilla, recuperó en una rápida campaña las localidades de Huéscar, Orce, Galera y Baza.
Terminada la Guerra de Granada Baza, Guadix y Almería capitularon, de tal manera que los pobladores no tuvieron que abandonar Baza. En esta época se producen los repartimientos de las tierras de los musulmanes acaudalados, que habían abandonado sus propiedades, dando lugar a grandes latifundios como las 1355 ha de tierras de labor que recibió en señorío Enrique Enríquez de Quiñones, denominado Estado y Casa de Baza. Hernando de Santa Olalla, que había participado en el Cerco de Baza a las órdenes de Enríquez, recibiría el cargo de regidor vitalicio y otras mercedes en 1507, dando inicio a una de las familias de la oligarquía local del siglo XVI. La repoblación posterior a la Rebelión de las Alpujarras se lleva a cabo mediante lotes de tierra más pequeños, de tal manera que a partir de finales del siglo XVI en Baza coexisten pequeños y medianos propietarios en las tierras de regadío, el municipio es propietario de una importante extensión de tierras y los latifundios se encuentran en la sierra. En el siglo XVII el acaudalado Francisco Carrillo de Albornoz sería el alguacil mayor de Baza, con jurisdicción sobre las villas de Macael y Laroya. En 1649 se produce la exención de Zújar de la jurisdicción de Baza.
En el siglo XVIII el partido de Baza, cuya función es la recaudación de rentas y derechos extraordinarios para la Corona, era el segundo de más extensión del Reino de Granada y su circunscripción comprendía las ciudades de Baza, Mojácar, Purchena y Vera, todas de realengo, y Huéscar (señorío del ducado de Alba), además de cincuenta villas entre las que se encontraban las populosas Huércal-Overa, Cuevas del Almanzora o Vélez-Rubio. De acuerdo con el censo de Floridablanca de 1787, la población de Baza era de 7740 habitantes. Desde el punto de vista eclesiástico, la diócesis de Guadix comprendía la Abadía de Baza o Colegiata de Nuestra Señora Santa María de la Encarnación. El resto de poblaciones del partido de Baza que no dependían de la Abadía de Baza pertenecían a la diócesis de Almería. A partir del siglo XVIII se consolida el sistema castellano de explotación de los regadíos, cereales de secano o almendros en las zonas de pendiente y ganadería extensiva en la sierra de Baza. La importancia cerealista queda atestiguada con la proliferación de molinos harineros como el Molino de Tablas o el Molino de la Solana, eras para trillar y otras construcciones. Se produce la llegada de familias palentinas como los Gómez de Cos, de Cervera del Río Pisuerga o Melgar Gil de Palacios de Monzón de Campos. El mayor propietario de la comarca de Baza es el conde romano Juan Evangelista Giraldeli, banquero italiano situado en la Corte de Madrid, que se hace con el cargo de Regidor de Baza en 1744, con más de 3000 ha. entre cultivos y tierras incultas en la comarca.
En 1894 llegó el ferrocarril a Baza, tras la finalización de las obras de la línea Lorca-Baza. Años después, en 1907, se inauguraría una segunda línea que enlazaba Baza y Guadix, lo que permitió el enlace de la comarca con Granada y Murcia. El municipio llegó a contar con una estación propia, que dispuso de amplias instalaciones ferroviarias. En 1917 el Boletín de la Real Academia de la Historia señala las minas de plomo, de hierro y de cobre, además de canteras de mármol. Durante el siglo XX, casi llegó a doblarse la población bastetana, que empezó siendo de 12 749 personas. El importante flujo migratorio desde el medio rural dio lugar al desarrollo de las casas-cueva, tanto en Baza como en Guadix. Durante los años 30 del siglo XX se producen las compras de tierra para la construcción del embalse del Negratín. A mediados del siglo XX se produce el éxodo rural, de tal manera muchos emigraron a poblaciones industriales del Levante y Cataluña principalmente, mientras otros hacían trabajos temporales en Francia, Alemania y Suiza, o para trabajar en los hoteles de Baleares, Alicante y Cataluña, lugares en los que algunos acabaron quedándose. En este momento, la mayoría de las casas-cueva se deshabitan.
En 2003 el Conjunto Histórico de Baza es catalogado bien de interés cultural (BIC) por la conservación del trazado urbano medieval en torno a la antigua medina y sus arrabales levantados extramuros. Sin embargo, hasta catorce inmuebles históricos de Baza, como el Palacio de los Enríquez, el Monasterio de San Jerónimo o la Alcazaba de Baza se encuentran en un estado deficiente de conservación e incluidos en la lista roja del patrimonio. En la actualidad, la zona comprendida entre Granada, Murcia y Almería dónde se encuentra Baza existe un notable vacío demográfico.

## Geografía

### Situación
Integrado en la comarca de Baza, se encuentra situado a 109 km de la capital provincial, a 174 km de Almería y a 182 km de Murcia. El término municipal está atravesado por la autovía A-92N, que conecta Granada con la Región de Murcia. Limita con los municipios granadinos de Caniles, Cúllar, Benamaurel, Cortes de Baza, Zújar, Freila, Guadix —por el enclave de Bácor—, Gor y Dólar —por el enclave de El Raposo—, y con los municipios almerienses de Alcóntar, Gérgal, Nacimiento, Las Tres Villas, Abla y Fiñana. Por su término municipal discurren los ríos Guardal y Gallego.
| Noroeste: Guadix y Freila | Norte: Zújar, Cortes de Baza y Benamaurel              | Nordeste: Benamaurel y Cúllar         |
| Oeste: Gor y Dólar        |                                                        | Este: Cúllar, Caniles y Alcóntar (AL) |
| Suroeste: Fiñana (AL)     | Sur: Abla (AL), Las Tres Villas (AL) y Nacimiento (AL) | Sureste: Gérgal (AL)                  |

### Clima
De acuerdo con la clasificación de Köppen presenta un clima mediterráneo típico de verano cálido (Csa). El clima es mediterráneo continentalizado con una temperatura media anual en torno a los 13,9 °C y amplias oscilaciones térmicas entre el día y la noche.
La presencia de la Hoya de Baza, que es una tierra llana a una altitud de más de 1000 m de media, frente a las montañas de la sierra de Baza y de Los Filabres producen el efecto de isla climática con importantes fríos invernales y veranos suaves. Además hay que tener en cuenta el efecto Föhn, o sombra de lluvias que hace que la lluvia descargue en la zona norte de la sierra de Baza y provocando la semi aridez por ausencia de lluvias de algunas zonas de la Hoya o de la parte sur y oeste de la sierra de Baza.
| Parámetros climáticos promedio de Baza en el periodo 1961-2010 | Parámetros climáticos promedio de Baza en el periodo 1961-2010 | Parámetros climáticos promedio de Baza en el periodo 1961-2010 | Parámetros climáticos promedio de Baza en el periodo 1961-2010 | Parámetros climáticos promedio de Baza en el periodo 1961-2010 | Parámetros climáticos promedio de Baza en el periodo 1961-2010 | Parámetros climáticos promedio de Baza en el periodo 1961-2010 | Parámetros climáticos promedio de Baza en el periodo 1961-2010 | Parámetros climáticos promedio de Baza en el periodo 1961-2010 | Parámetros climáticos promedio de Baza en el periodo 1961-2010 | Parámetros climáticos promedio de Baza en el periodo 1961-2010 | Parámetros climáticos promedio de Baza en el periodo 1961-2010 | Parámetros climáticos promedio de Baza en el periodo 1961-2010 | Parámetros climáticos promedio de Baza en el periodo 1961-2010 |
| Mes | Ene.                                                           | Feb.                                                           | Mar.                                                           | Abr.                                                           | May.                                                           | Jun.                                                           | Jul.                                                           | Ago.                                                           | Sep.                                                           | Oct.                                                           | Nov.                                                           | Dic.                                                           | Anual                                                          |
| --- | -------------------------------------------------------------- | -------------------------------------------------------------- | -------------------------------------------------------------- | -------------------------------------------------------------- | -------------------------------------------------------------- | -------------------------------------------------------------- | -------------------------------------------------------------- | -------------------------------------------------------------- | -------------------------------------------------------------- | -------------------------------------------------------------- | -------------------------------------------------------------- | -------------------------------------------------------------- | -------------------------------------------------------------- |
| Temp. máx. media (°C) | 10.4                                                           | 11.6                                                           | 15.1                                                           | 17.7                                                           | 21.8                                                           | 27.5                                                           | 32                                                             | 31.7                                                           | 27.1                                                           | 20.6                                                           | 14.7                                                           | 11.1                                                           | 20.1                                                           |
| Temp. media (°C) | 5.4                                                            | 6.2                                                            | 9                                                              | 11.7                                                           | 15.8                                                           | 20.7                                                           | 24.1                                                           | 24                                                             | 20.5                                                           | 15.1                                                           | 9.3                                                            | 6.1                                                            | 13.9                                                           |
| Temp. mín. media (°C) | 0.4                                                            | 0.7                                                            | 2.8                                                            | 5.6                                                            | 9.7                                                            | 13.8                                                           | 16.1                                                           | 16.3                                                           | 13.9                                                           | 9.5                                                            | 3.8                                                            | 1                                                              | 7.8                                                            |
| Precipitación total (mm) | 44                                                             | 37                                                             | 39                                                             | 46                                                             | 41                                                             | 18                                                             | 7                                                              | 9                                                              | 24                                                             | 42                                                             | 37                                                             | 38                                                             | 382                                                            |
| Fuente: Ministerio de Agricultura, Alimentación y Medio Ambiente. Datos de precipitación para el periodo 1961-2010 y de temperatura para el periodo 1961-2010 en Baza (4178). |                                                                |                                                                |                                                                |                                                                |                                                                |                                                                |                                                                |                                                                |                                                                |                                                                |                                                                |                                                                |                                                                |

### División administrativa
El término municipal de Baza cuenta con cuatro pedanías: Baúl, La Jamula, Río de Baza y Benacebada. También hay varios diseminados dentro al término municipal, pero la mayoría han ido perdiendo muchos habitantes. Se pueden citar lugares como Salazar, Cuevas del Cerro, Bailén, Baíco, El Tesorero, La Molinera, Las Balsillas, Tablas, Los Mellizos o Los Rodeos, muchos de ellos en terrenos de la sierra de Baza.

#### Barrios
Entre sus barrios se encuentran el de la Huerta del Pinorrio; el de Miguel de Cervantes, con cuevas; de las Cuevas, barrio de calles empinadas en la zona alta de la ciudad; el de Francisco de Velasco, también con cuevas; el de Pablo Picasso, popularmente conocido como Las Malvinas, junto al convento de las Dominicas, el de Rabalía, barrio árabe construido extramuros de la ciudad medieval, con casas encaladas levantadas en estrechas callejuelas que son uno de los mejores ejemplos del caserío; el de La Merced, donde se levanta el convento e iglesia del mismo nombre y se custodia la imagen de la Virgen de la Piedad, copatrona de la ciudad junto a Santa Bárbara; el de La Tamasca, zona de expansión en los años 1970; el barrio de San José de Calasanz, zona de expansión en los años 1950 popularmente conocido como barrio Tabique; el del Carmen, zona de expansión en los años 1950; el de San Juan, con su iglesia homónima; el de Santiago, antiguo arrabal de Marzuela, donde las calles son estrechas y está muy presente aún la huella judía; el barrio Juan Ramón Jiménez; el de Los Solares; el de las Sierras; el de Los Ángeles; el barrio del Cisne; el de Los Ángeles; el de Jidalmeni, por el parque de la Constitución, que es una zona muy concurrida; el del Alcrebite, zona de expansión y nuevas construcciones entre la carretera de Murcia y la de Benamaurel donde se encuentra el parque de los Prados; el barrio Romero Alpuente; el de Razalof; el de La Paz, con cuevas; el barrio Llano del Ángel, con cuevas, donde se encuentra la iglesia del Santo Ángel en la calle Ángel; el barrio Mártires de la Cruzada de Ronda, que limita al noreste con la hoy Ronda de Baza, circunvalación en su día conocida como carretera Ronda; y barrio Cuevas del Cerrico.

### Naturaleza

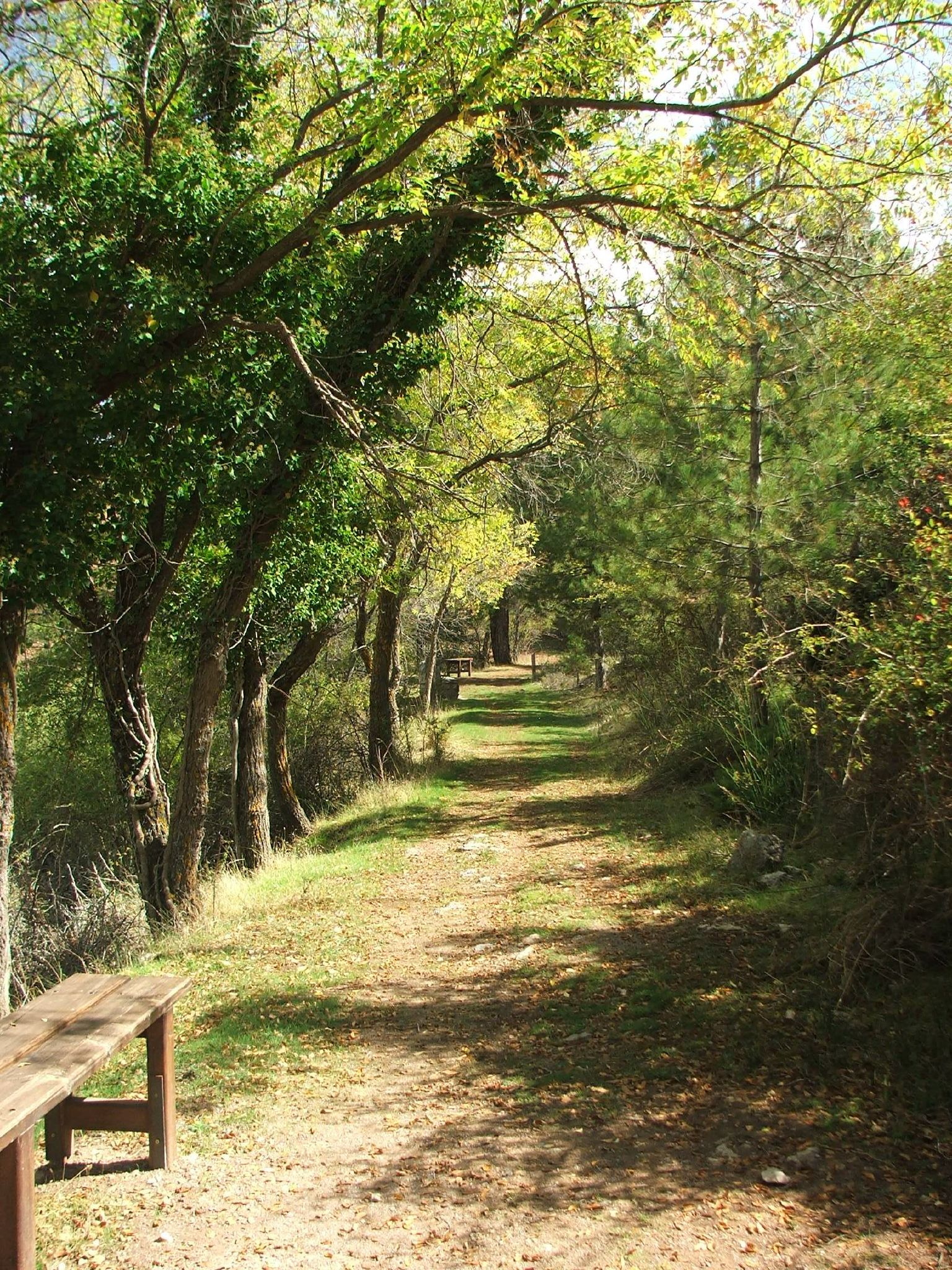
Parque natural de la Sierra de Baza

El 60 % del parque natural de la Sierra de Baza se encuentra en el término municipal de Baza. El parque se encuentra en una zona de media y baja montaña mediterránea sobre la sierra de Baza, que presenta notables pendientes y valles en forma de uve. Este paisaje montañoso desacata por presentar un contraste frente a los terrenos llanos de la Hoya de Baza. En la sierrecilla de Narváez se encuentra el centro de interpretación Narváez, para el conocimiento mediante áreas expositivas de los recursos del parque natural. La cumbre de Baza la constituye el Calar de Santa Bárbara a 2271 m s. n. m. Además, señalar el área recreativa Pinarillo.

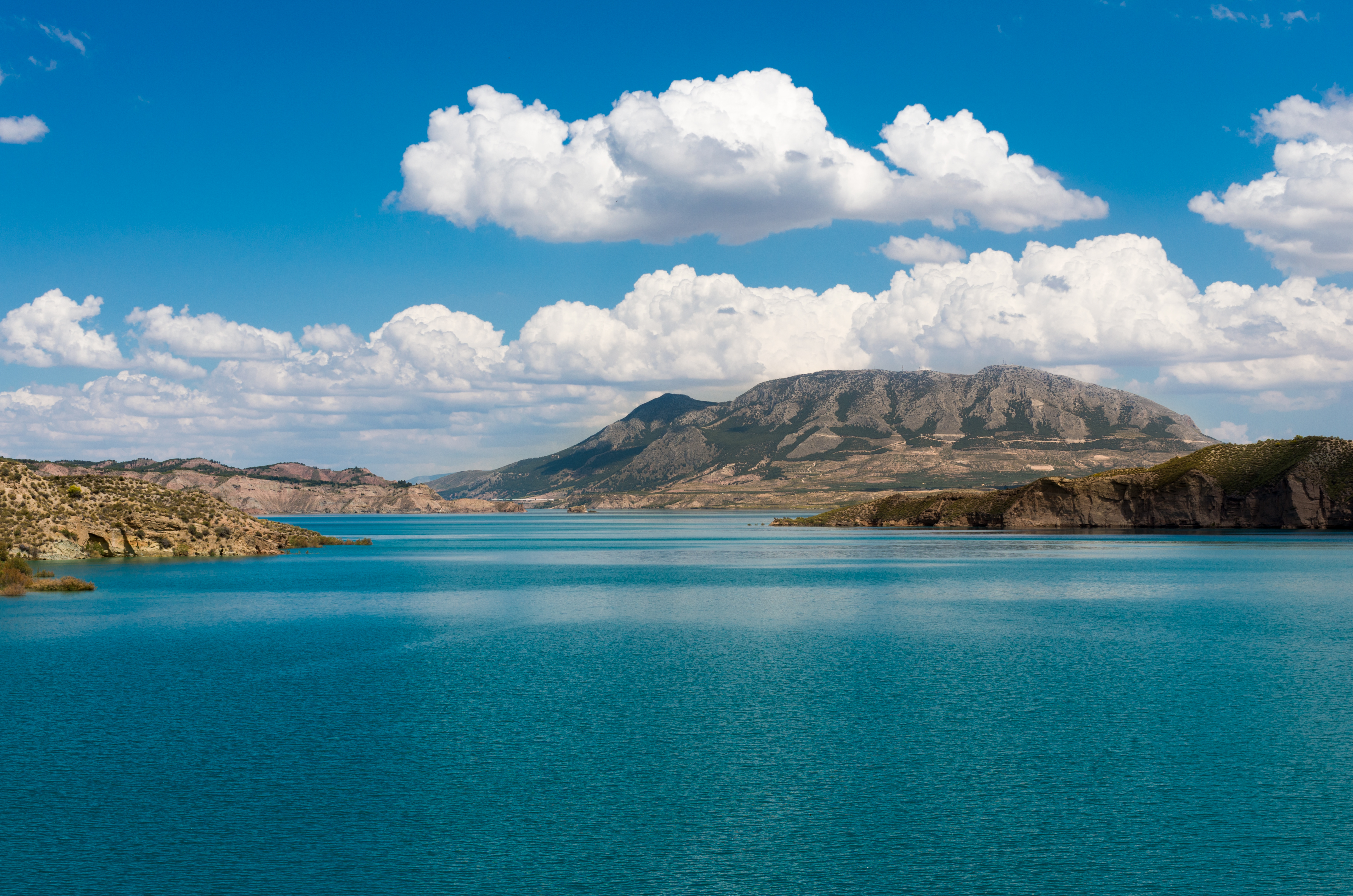
El embalse del Negratín, al norte del municipio bastetano

La cola del embalse del Negratín es un humedal que constituye un hábitat para fauna amenazada y para endemismos ibéricos o norteafricanos. Algunas de las especies de fauna amenazada que nidifican, invernan o están presentes en los pasos migratorios son la ganga ortega, la garcilla cangrejera, el chorlitejo patinegro o el aguilucho lagunero occidental. Algunos de estos endemismos son la rana común, la culebrilla ciega, la lagartija ibérica o el chotacabras cuellirrojo. La cola del embalse del Negratín presenta un interés geomorfológico por las formaciones de badlands sobre las arcillas y margas características de la Hoya de Baza.
Además, se puede apreciar el Lugar de Interés Geológico (LIG) del barranco Gallego o Falla de Baza, incluido en el territorio comprendido por el Geoparque de Granada.

## Demografía
Baza cuenta con una población de 20 562 habitantes (INE 2024), que se distribuyen de la siguiente manera:
| Unidad poblacional | Hab.   |
| ------------------ | ------ |
| Baúl               | 144    |
| Baza               | 20 375 |
| Benacebada         | 11     |
| La Jámula          | 28     |
| Río de Baza        | 17     |
| Total              | 20 575 |

| Gráfica de evolución demográfica de Baza entre 1842 y 2021                                                          |
| |
| Población de derecho según los censos de población del INE Población de hecho según los censos de población del INE |

Según el Instituto Nacional de Estadística de España, en el año 2020 Baza contaba con 20 430 habitantes empadronados, que se distribuyen de la siguiente manera:

## Administración y política

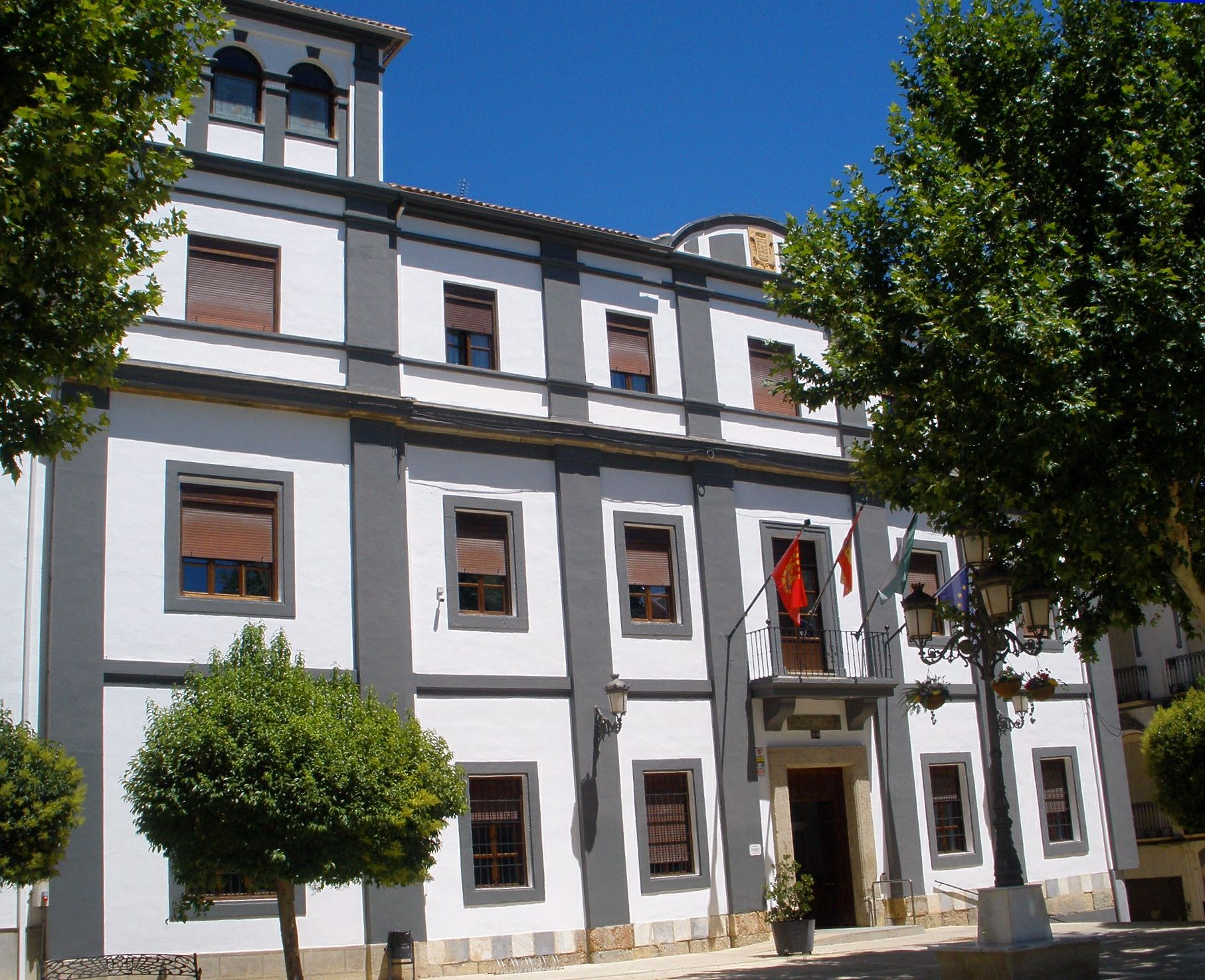
Ayuntamiento de Baza

| Legislatura | Nombre                                                                   | Grupo |
| ----------- | ------------------------------------------------------------------------ | ----- |
| 1979-1983   | Diego Hurtado Gallardo                                                   | PSOE  |
| 1983-1987   | Diego Hurtado Gallardo (1983-1985) Antonio Martínez Martínez (1985-1987) | PSOE  |
| 1987-1991   | Diego Hurtado Gallardo                                                   | PSOE  |
| 1991-1995   | Diego Hurtado Gallardo                                                   | PSOE  |
| 1995-1999   | Manuel Urquiza Maldonado                                                 | PP    |
| 1999-2003   | Antonio Martínez Martínez                                                | PSOE  |
| 2003-2007   | Antonio Martínez Martínez                                                | PSOE  |
| 2007-2011   | Pedro Fernández Peñalver                                                 | PSOE  |
| 2011-2015   | Pedro Fernández Peñalver                                                 | PSOE  |
| 2015-2019   | Pedro Fernández Peñalver                                                 | PSOE  |
| 2019-2023   | Pedro Fernández Peñalver (2019-2021) Manuel Gavilán García (2021-2023)   | PSOE  |
| 2023-act.   | Pedro Justo Ramos Martínez                                               | PP    |

| Partido político                                                         | 2023  | 2023  | 2023       | 2019  | 2019  | 2019       | 2015  | 2015  | 2015       | 2011  | 2011  | 2011       | 2007  | 2007  | 2007       |
| Partido político                                                         | %     | Votos | Concejales | %     | Votos | Concejales | %     | Votos | Concejales | %     | Votos | Concejales | %     | Votos | Concejales |
| Partido Socialista Obrero Español (PSOE)                                 | 40,55 | 3903  | 9          | 46,28 | 4635  | 11         | 47,29 | 4668  | 12         | 47,48 | 5293  | 11         | 53,34 | 5475  | 12         |
| Partido Popular (PP)                                                     | 39,97 | 3847  | 9          | 14,43 | 1446  | 4          | 27,52 | 2717  | 6          | 35,94 | 4007  | 8          | 30,14 | 3094  | 7          |
| Izquierda Unida (IU)-Para La Gente (PLG)                                 | 6,35  | 612   | 1          | 8,34  | 836   | 1          | 7,16  | 708   | 1          | 7,70  | 859   | 1          | 7,94  | 815   | 1          |
| Vox                                                                      | 6,27  | 604   | 1          | 7,41  | 743   | 1          | —     | —     | —          | —     | —     | —          | —     | —     | —          |
| Compromiso por Baza-Independientes Altiplano (IAG)                       | 5,54  | 534   | 1          | —     | —     | —          | —     | —     | —          | —     | —     | —          | —     | —     | —          |
| Ciudadanos (CS)                                                          | —     | —     | —          | 22,54 | 2258  | 5          | 5,21  | 518   | 1          | —     | —     | —          | —     | —     | —          |
| Partido Andalucista (PA)-Partido Independiente Calahonda-Carchuna (PICC) | —     | —     | —          | —     | —     | —          | 6,96  | 687   | 1          | 7,42  | 827   | 1          | 7,55  | 775   | 1          |

## Economía

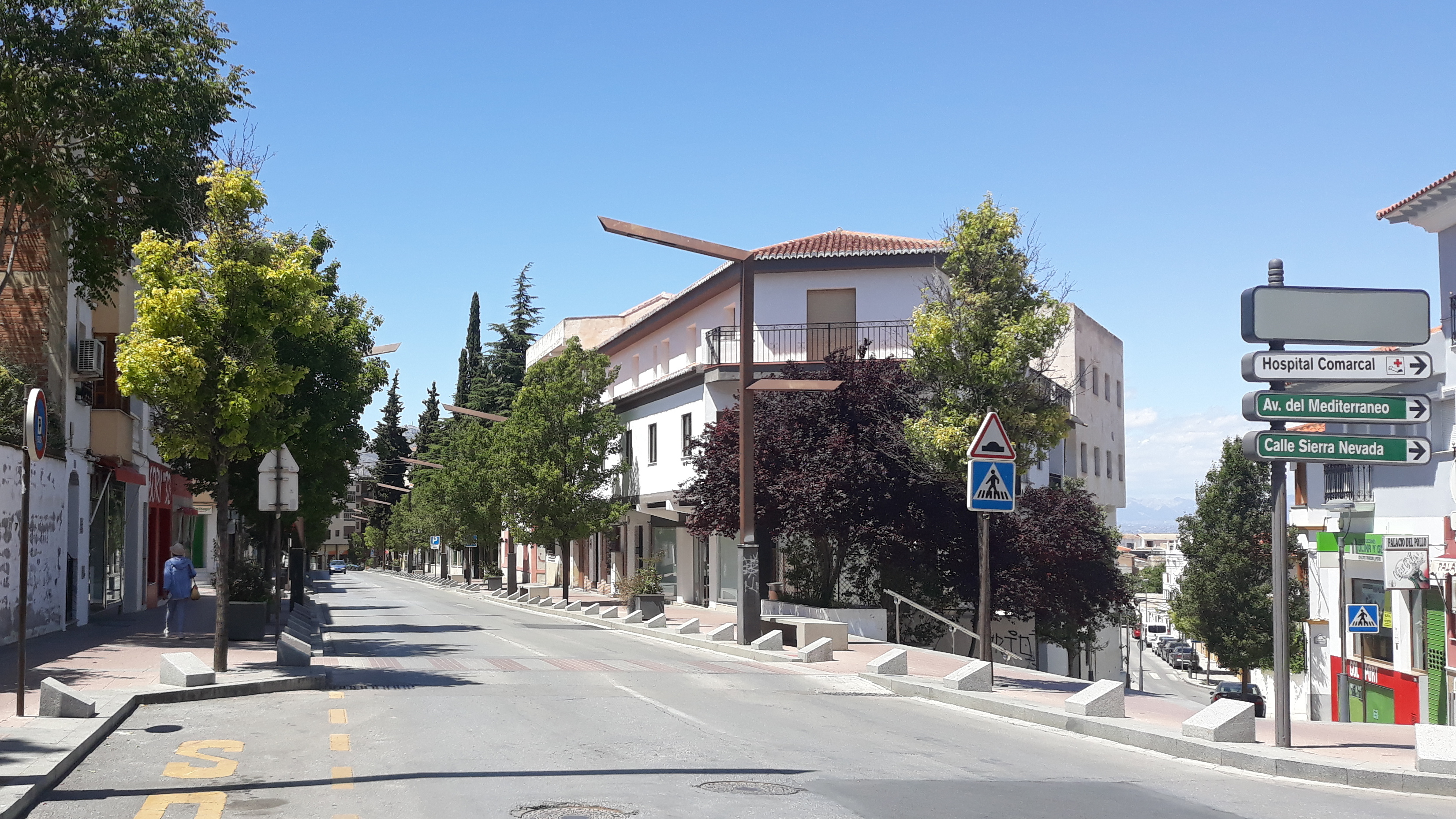
Avenida José de Mora

La economía bastetana se basa en su mayoría en el sector servicios con un importante número de comercios y establecimientos de restauración. Los miércoles se celebra el mercado semanal, que se cuenta entre los principales de la provincia de Granada, con gran afluencia de clientes desde toda la comarca de Baza. Destaca el sector del transporte por carretera relacionado con la producción hortofrutícola de las poblaciones almerienses de Pulpí, Cuevas del Almanzora y El Ejido, además de la población murciana de Águilas. En cuanto al turismo rural, señalar los cuatro establecimientos hoteleros de Baza, así como otros alojamientos complementarios, con la reciente puesta en valor de las casas-cueva para su adecuación a las exigencias del turismo rural.
Otro pilar de la economía bastetana es la agricultura. El principal cultivo de regadío es la lechuga, destacando la empresa Agrupapulpí. La producción de aceite de oliva se encuentra dentro de la D.O.P Montes de Granada, a la que pertenecen Olibaza y la SCA Santa Bárbara. Otros cultivos son la cebada y el almendro. Recientemente se ha empezado a implantar una incipiente red de medianas empresas dedicadas a las industrias cárnicas, que llegan a poseer pequeños volúmenes de producción dedicados a la exportación. Entre productos de estas industrias están las roscas de Baza —roscas de pan y embutido cortado, envasadas—, los jamones curados de bodega y demás productos derivados del cerdo.

### Evolución de la deuda viva municipal
| Gráfica de evolución de deuda viva del Ayuntamiento de Baza entre 2008 y 2019                                |
| |
| Deuda viva del Ayuntamiento de Baza en miles de euros según datos del Ministerio de Hacienda y Ad. Públicas. |

## Servicios

### Comunicaciones
Baza se encuentra en la A-342 o A-92 N que conecta con Murcia por Lorca y con Granada por Guadix. Hacia el sur, en construcción, se encuentra la A-334 hasta la Autovía del Mediterráneo por Huércal-Overa. Hacia el norte se encuentra la A-315 que llega hasta Torreperogil por Pozo Alcón.
Se encuentra a 66 minutos del Aeropuerto de Granada y 88 minutos del Aeropuerto de Almería.

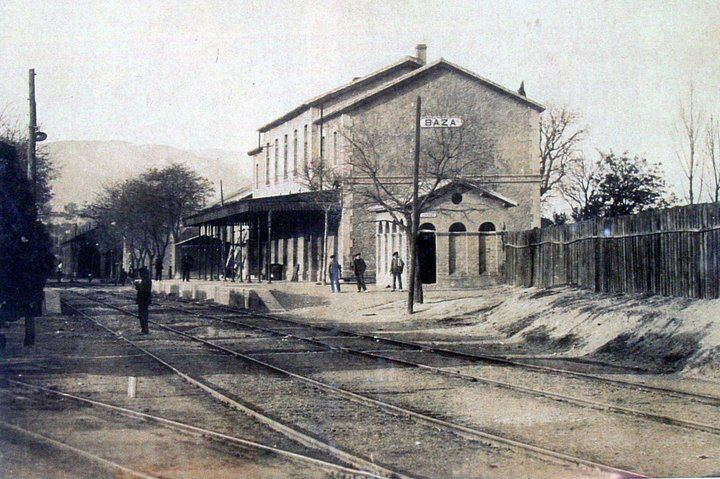
La estación de Baza en la década de 1920

Se encuentra a 30 minutos de la estación de Guadix y a 75 minutos de la estación de Lorca-Sutullena. Por la ciudad discurría el ferrocarril del Almanzora cerrado al tráfico ferroviario en 1985 por la Junta de Andalucía, que conectaba las ciudades de Granada y Murcia atravesando transversalmente el Valle del Almanzora, y acabando así con las comunicaciones ferroviarias entre Andalucía Oriental y el Levante. Existe un estudio de reapertura pendiente de ser aprobado por la administración desde el año 2006. En 2012 se presentó la posibilidad de incluir un ramal al Corredor Mediterráneo que recorriera el Valle del Almanzora y conectara con Guadix, pasando por Baza. Pero debido a la crisis económica el Gobierno Central rechazó incluir este ramal en los planes de Fomento. Pero este hecho llevó a recuperar el dormido anhelo por el ferrocarril de la población, de tal manera que está en aumento un movimiento que congrega a la mayoría de los partidos políticos del norte de la provincia de Granada, Almería y este de Jaén en pos de recuperar tal línea, cuyo motor central es el Ayuntamiento de Baza, con apoyo de la FERRMED.

### Sanidad
En Baza se encuentra el Hospital Comarcal de Baza. Cuenta con un helipuerto que permite atender los servicios sanitarios que requieran ese transporte. Además del centro de salud de Baza, hay consultorios médicos en el barrio de Santiago, el consultorio Cuevas de Baza y el de la localidad de Baúl.

### Educación
Está dotada con los centros de educación infantil y primaria Ciudad de Baza, Francisco de Velasco, Jabalcón y José de Calassanz, además de los centros privados Divino Maestro y Presentación de Nuestra Señora. Cuenta con tres institutos de enseñanza superior, Alcrebite, Pedro Jiménez Montoya, José de Mora. Completa la oferta educativa la escuela municipal de música y el conservatorio profesional de música José Salinas, la escuela oficial de idiomas Ibn al-Qaysi al-Basti y la escuela de adultos María de Luna.

## Patrimonio

### Bienes de Interés Cultural
Son Bienes de Interés Cultural los siguientes:

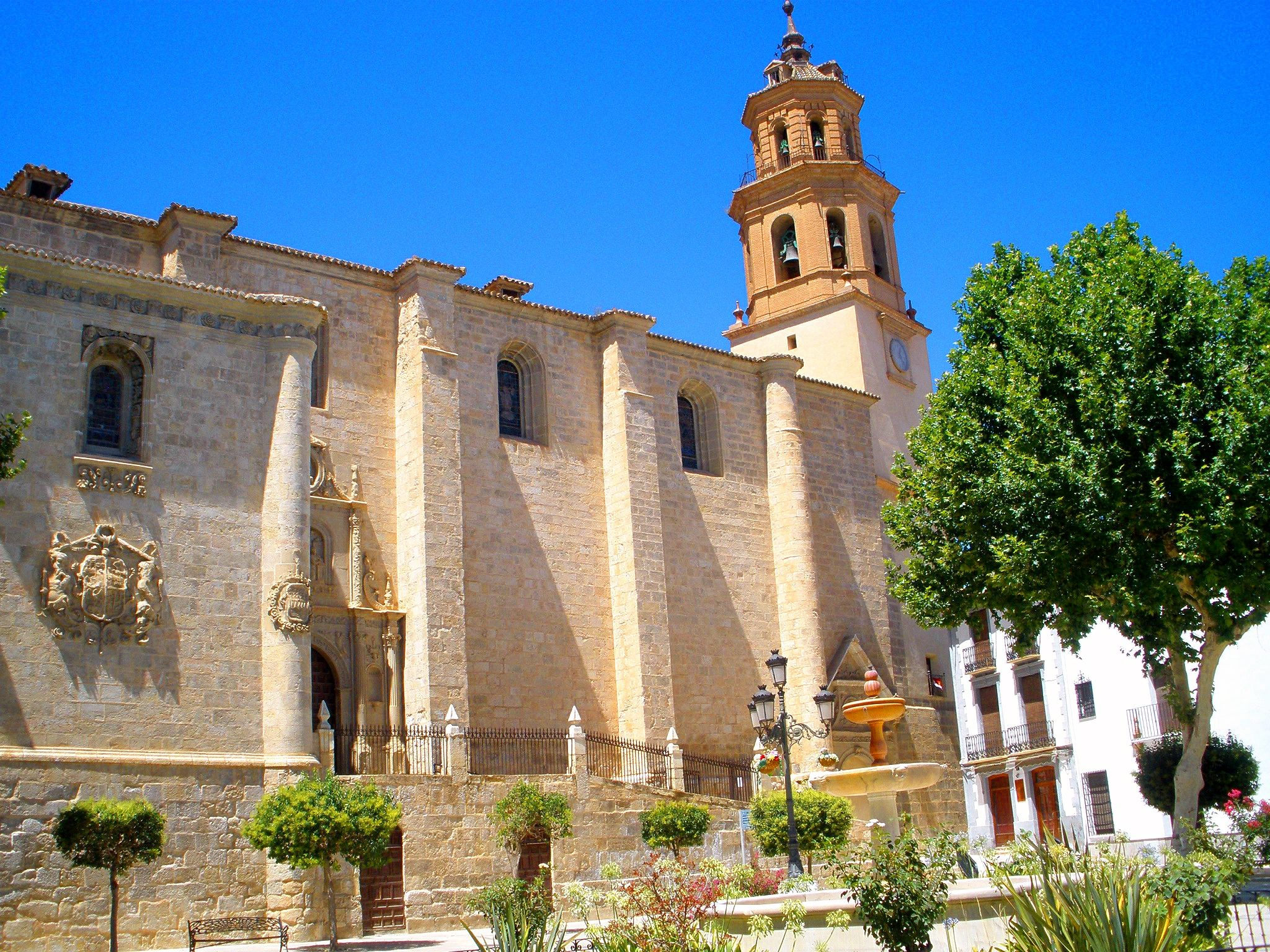
Iglesia Mayor de Nuestra Señora Santa María de la Encarnación, desde la plaza Mayor

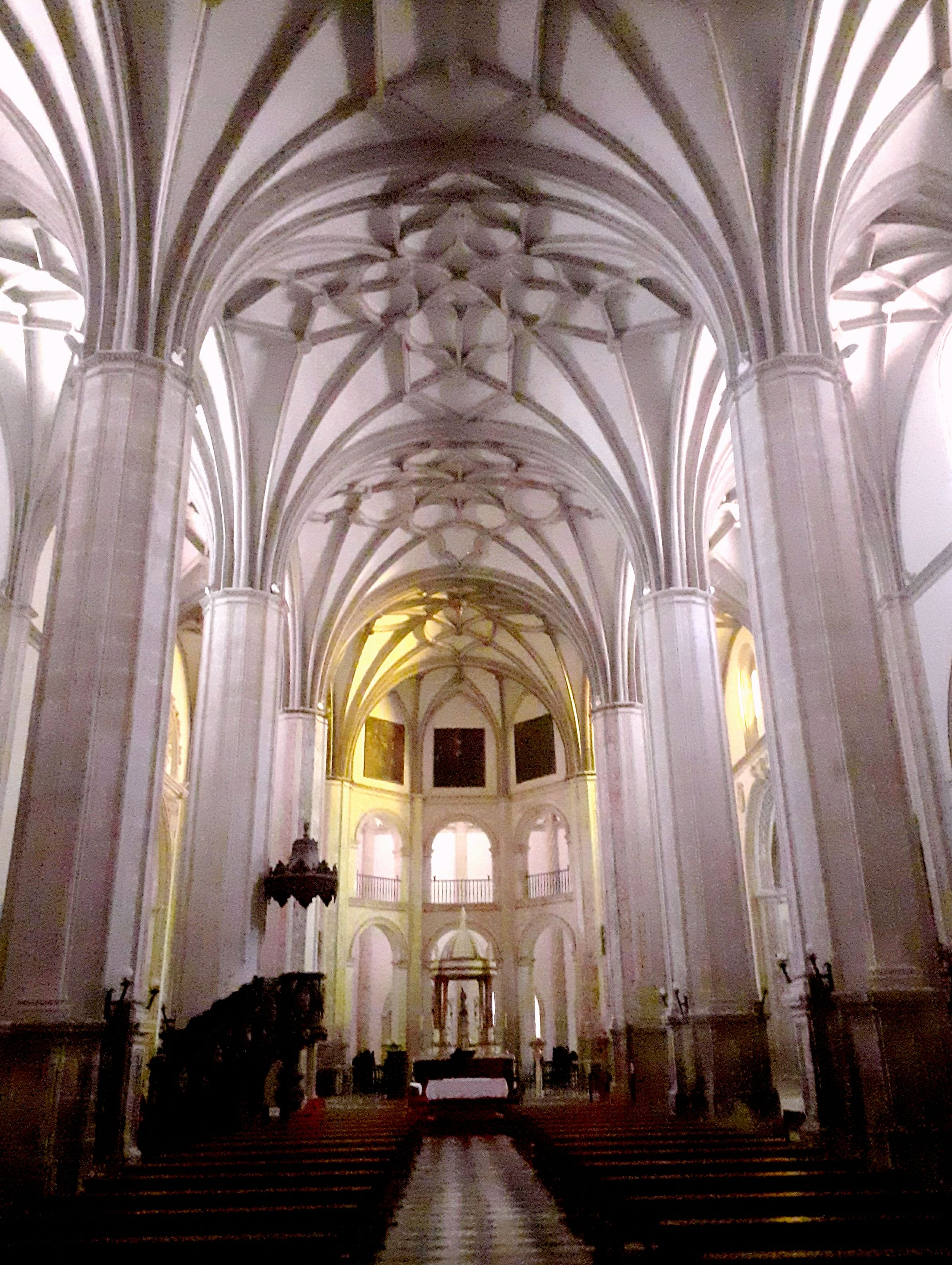
Aspecto del interior de la Iglesia Mayor de Nuestra Señora Santa María de la Encarnación

- La iglesia mayor de Nuestra Señora Santa María de la Encarnación. Posee rango de concatedral de la diócesis de Guadix-Baza. Se construyó como colegiata sobre los restos de la mezquita aljama musulmana. En 1529 se inicia su construcción en estilo gótico pero un terrible terremoto que asoló la ciudad en 1531 la derribó en su mayor parte, reconstruyéndose las partes dañadas con proyecto renacentista de Alonso de Covarrubias. Consta de tres plantas cubiertas por bóvedas de crucería y girola. La torre campanario se compone de cuatro cuerpos de planta cuadrada, saldo los dos últimos, dedicados a campanario. Estos cuerpos son de ladrillo y datan del siglo XVII y se trata de una reconstrucción debido a que la parte superior de la torre fue arrasada por otro terremoto.
- La ciudad iberorromana de Basti: apenas a 3 km de la Baza actual se encuentra cerro Cepero, el emplazamiento de la ciudad iberorromana de Basti. Esta fue una de las principales ciudades fortificadas ibéricas de todo el país, hasta el punto de darle nombre a una extensa región, la Bastetania. En ella se encontró en 1971 la conocidísima Dama de Baza, uno de los mejores ejemplos de la estatuaria funeraria ibérica y arte íbero.
- Las torres defensivas de Torre de Baúl, Torre de la Luna, Torre de la Atalaya, Torre de la Maja de la Torre, Torre de Alquería Capel, Torre Santiso y Torre Garbín.
- Las fortalezas del castillo de Benzalema, el castillo de Baúl y la muralla de la sierra de Baza. El castillo de Benzalema se encuentra en el entorno del embalse del Negratín, frente a la confluencia de los ríos Castril y Guardal. Su emplazamiento permitía la vigilancia del paso hacia Baza de los ejércitos procedentes del Reino de Jaén a través del valle del río Guadiana Menor.
- El conjunto histórico de Baza, incluyendo las viviendas de tipología tradicional y el trazado urbano de los barrios de Rabalía, San Juan o Santiago
- El Recinto Amurallado de La Alcazaba. Aunque en la actualidad solo se conservan algunos tramos de muralla y restos de varias torres, la alcazaba de Baza fue en su tiempo una fortaleza casi inexpugnable. Sus murallas presentan tres fases constructivas: una primera de siglos XI-XII, otra nazarí y una última, ya cristiana del siglo XVI. Se encuentra en el corazón del centro histórico de la ciudad, dominando la antigua medina. Está en proceso de restauración.
- La iglesia parroquial de Santiago. Construida sobre la mezquita del arrabal de Marzuela en los inicios del siglo XVI, aunque con importantes reformas en el XVII, es el mejor ejemplo de iglesia mudéjar de Baza. Es de tres naves y coro alto a los pies.
- Los Baños de La Judería, este ejemplo de baño urbano es uno de los más antiguos de la península.[cita requerida] Se descubrieron a finales del siglo XIX en el semisótano de una vivienda junto a la Puerta de Salomón. Se cree que estaban relacionados con una mezquita próxima que debió de estar situada en el emplazamiento actual de la iglesia de Santiago. La primera mención a este baño la hizo Gómez Moreno en 1891, pero se dio por desaparecido hasta su 'redescubrimiento' en 1975, cuando fue declarado Monumento Nacional y restaurado. Tras varios años de restauración, se inauguró en 2008, recibiendo el Premio Nacional de Arqueología.
- El Palacio de Los Enríquez o de Abrantes, palacio renacentista concebido como villa de campo al modo italiano, lo que lo convierte en un ejemplo único en Granada. Fue mandado construir por Enrique Enríquez de Quiñones (tío carnal del rey Fernando el Católico) y su esposa María de Luna. Desde su construcción inicial en 1506, sufrió varias modificaciones hasta su estado actual, en estado casi ruinoso aunque ha estado habitado hasta nuestros días. En su interior guarda alfarjes mudéjares profusamente decorados con motivos renacentistas. Actualmente, forma parte de los bienes del Ayuntamiento de la ciudad, tras ser aprobada su adquisición en un pleno en febrero de 2017.
- El antiguo monasterio de San Jerónimo

### Otros lugares de interés
- Parque natural de la Sierra de Baza: declarado parque natural en 1989, ocupa casi la mitad de la extensión del término municipal. Su orografía es muy escarpada y su altitud media bastante elevada, con varias cimas por encima de los 2000 m de altitud, siendo el Calar de Santa Bárbara su pico más elevado, con 2271 m sobre el nivel del mar. Cuenta con alojamiento rural, accesible desde la autovía A-92N, llamado Narváez.

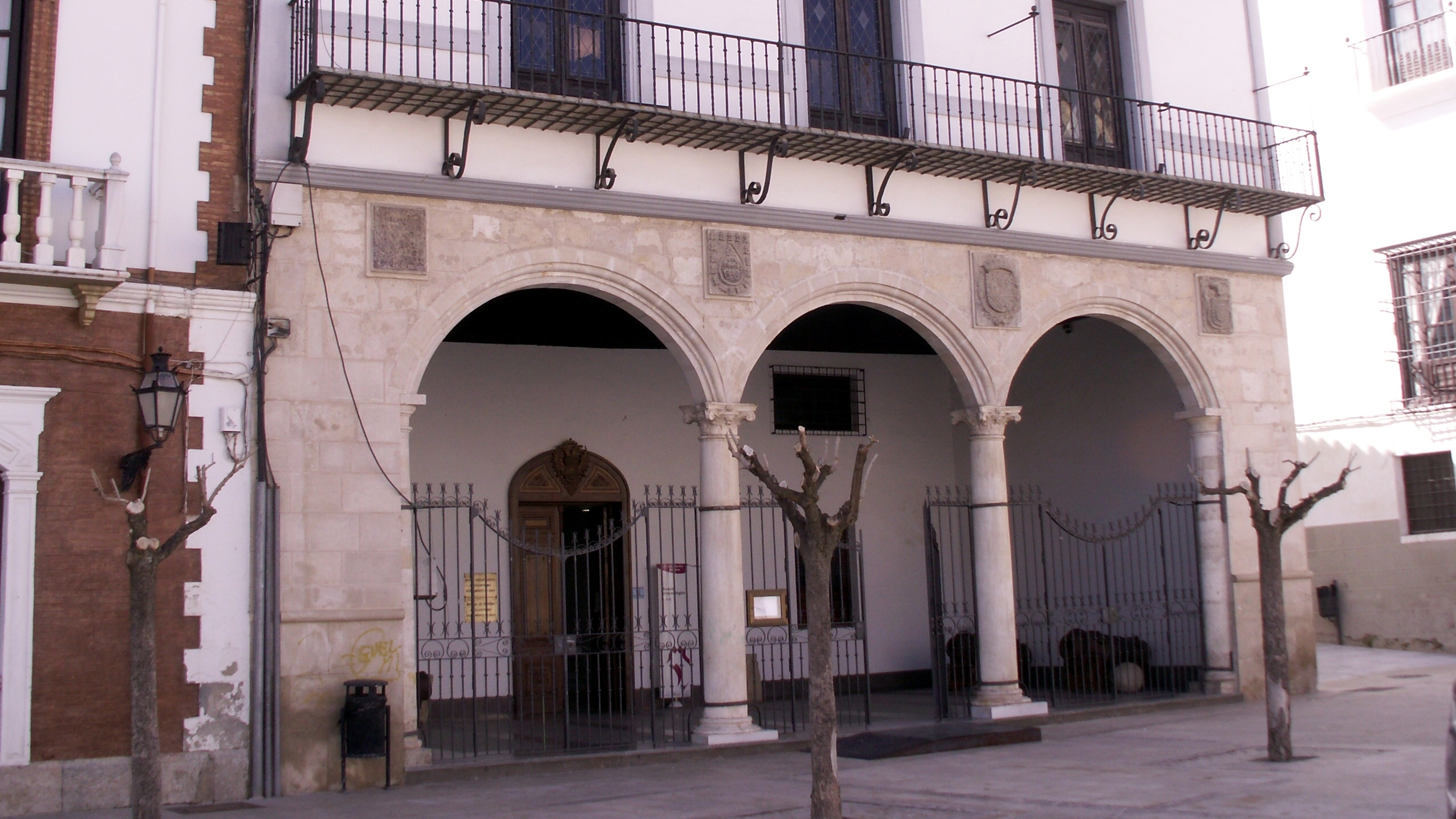
Museo Arqueológico de Baza

- El Museo Arqueológico de Baza: antiguo ayuntamiento de la ciudad, que alberga una copia exacta de la Dama de Baza y otras obras de valor arqueológico. Tras ser restaurado, se han juntado un antiguo edificio y el antiguo museo.
- El centro de interpretación de los Yacimientos Arqueológicos de Baza (CIYAB): situado en el cerro Cepero, se ha planteado como un centro para la divulgación, la investigación y la mejor comprensión de los procesos sociales, culturales, económicos y religiosos de la cultura íbera desde el origen del asentamiento de Basti hasta su abandono, con un vídeo en 3D, y realidad virtual.
- El conjunto monumental de la plaza Mayor: donde podemos encontrar la iglesia Mayor de Baza, que ocupa el lugar de la antigua mezquita y data del siglo XVI. Situamos también el edificio de la antigua cárcel, del siglo XVIII, hoy sede del ayuntamiento. Junto a este se encuentra un edificio del siglo XVII que fue antiguo seminario menor y también antiguo colegio del Divino Maestro, casa fundacional de la orden religiosa del mismo nombre, que muestra muchos elementos típicos de la época mudéjar. En la plaza Mayor es destacable también el Museo municipal, anteriormente sede del ayuntamiento, un edificio construido entre 1530 y 1590 al que se accede por un pórtico de tres arcos de medio punto, dos columnas de orden compuesto y dos pilastras toscanas, donde se hallan cuatro de las bombardas utilizadas durante el sitio de Baza por los Reyes Católicos. Completa el conjunto el edificio del Casino Bastetano, construido a finales del siglo XIX con un aspecto arquitectónico que encaja perfectamente en el conjunto de la plaza Mayor. Cercano, en la calle que lleva su nombre, se encuentra el edificio de la Alhóndiga, construido en el siglo XVI, en el que destaca su patio porticado, a la espera de ser anexionado al Museo municipal, para ampliar las dependencias de este y de la oficina de turismo.
- El Arco de la Magdalena: plaza ubicada a escasos metros de la plaza Mayor, cuyo nombre le viene de estar junto a la entrada de la Magdalena, una de las poseía la muralla que rodeaba a la antigua ciudad medieval. En la actualidad alberga varios edificios singulares: el antiguo Casino de Artesanos, edificio de estilo neoclásico con elementos mudéjares, hoy dedicado a Casa de la Cultura, y justo enfrente, el edificio de la antigua Audiencia dedicado gran parte de los últimos años, de su época más reciente, a las tareas de ambulatorio, hoy se dedica a albergar a la delegación bastetana de la Asociación Española de la Lucha contra el Cáncer y próximamente la gerencia de urbanismo y empresa pública de suelo. También encontramos el edificio Cervantes, que actualmente alberga la oficina municipal de rehabilitación.

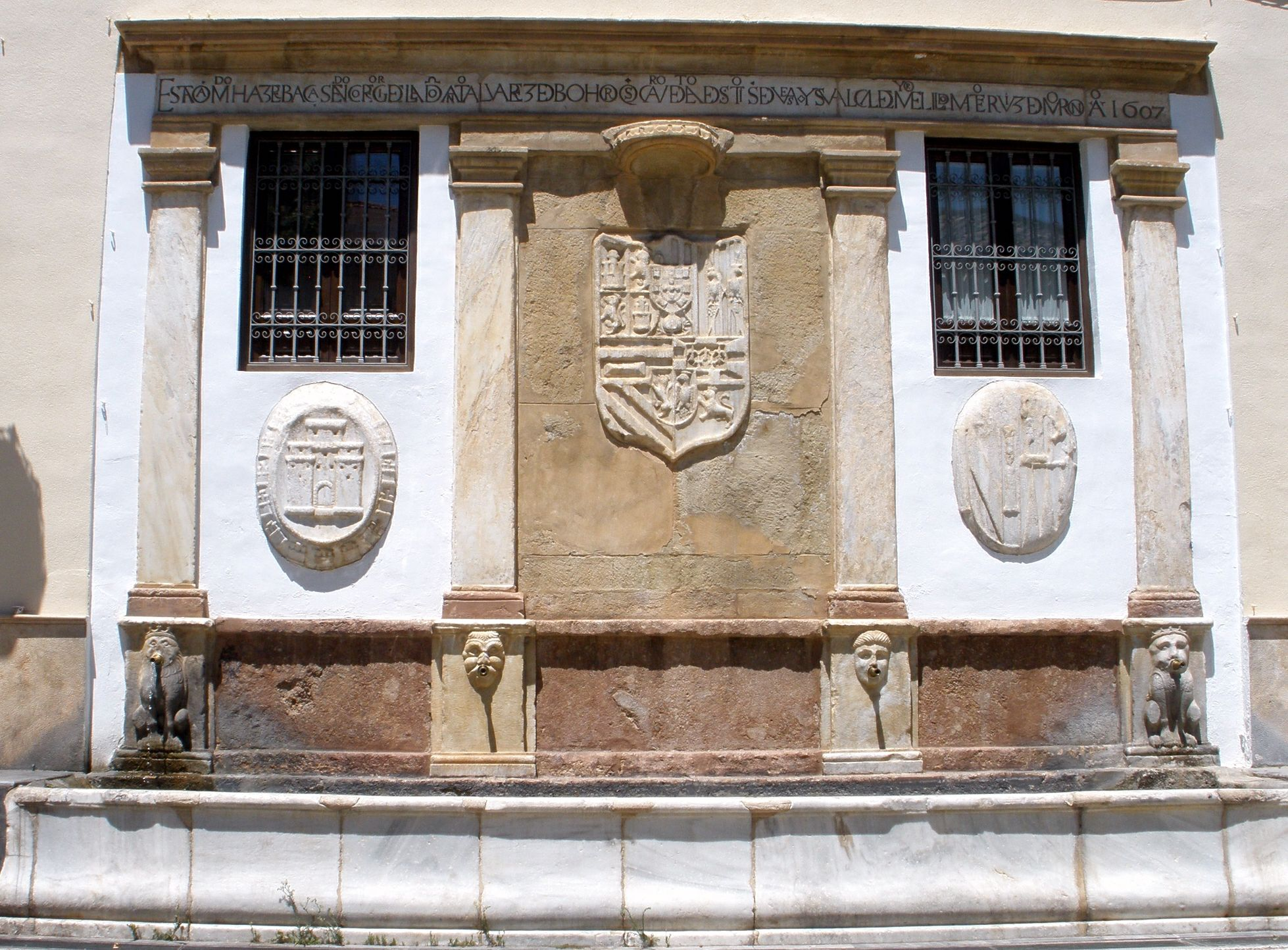
Los Caños Dorados

- Los Caños Dorados: se trata de un pilón con cuatro caños situado junto a la antigua puerta de la medina llamada Puerta del Peso y cuando fue construida en el siglo XVII servía de abrevadero para los viajeros que transitaban la ruta de Granada a Murcia, donde se encuentra. En la actualidad, forma parte de un punto de interés, dónde se jura bandera, de la conocida fiesta de Interés Turístico Internacional Cascamorras.
- Las Balconadas de Palo: situados en dos casas mudéjares, construidas en el siglo XVI en los límites del arrabal de Algedid que pasó a ser conocido como la Morería tras la conquista cristiana. Son balcones corridos de madera sobre canes con pies derechos y celosías.
- La Casa de las antiguas Carnicerías: es un ejemplo de arquitectura mudéjar, conservándose como elementos más significativos de la misma una balconada de madera con galería de pies derechos sobre canes y una algorfa volada sobre la calle sustentada por una columna de mármol y un pie derecho.
- Palacio Espinosa-Páez (siglo XVI a. C.): Presenta una fachada de sillares con pocos vano lo que le confiere un aspecto muy masivo, destacando en ella su decoración plateresca y la heráldica del propietario. Erróneamente llamando Palacio del Infantado, linaje con el que no guarda relación.[32]
- El Cine Ideal: el único elemento de la construcción original es su fachada, con elementos modernistas, que data de principios del siglo pasado.

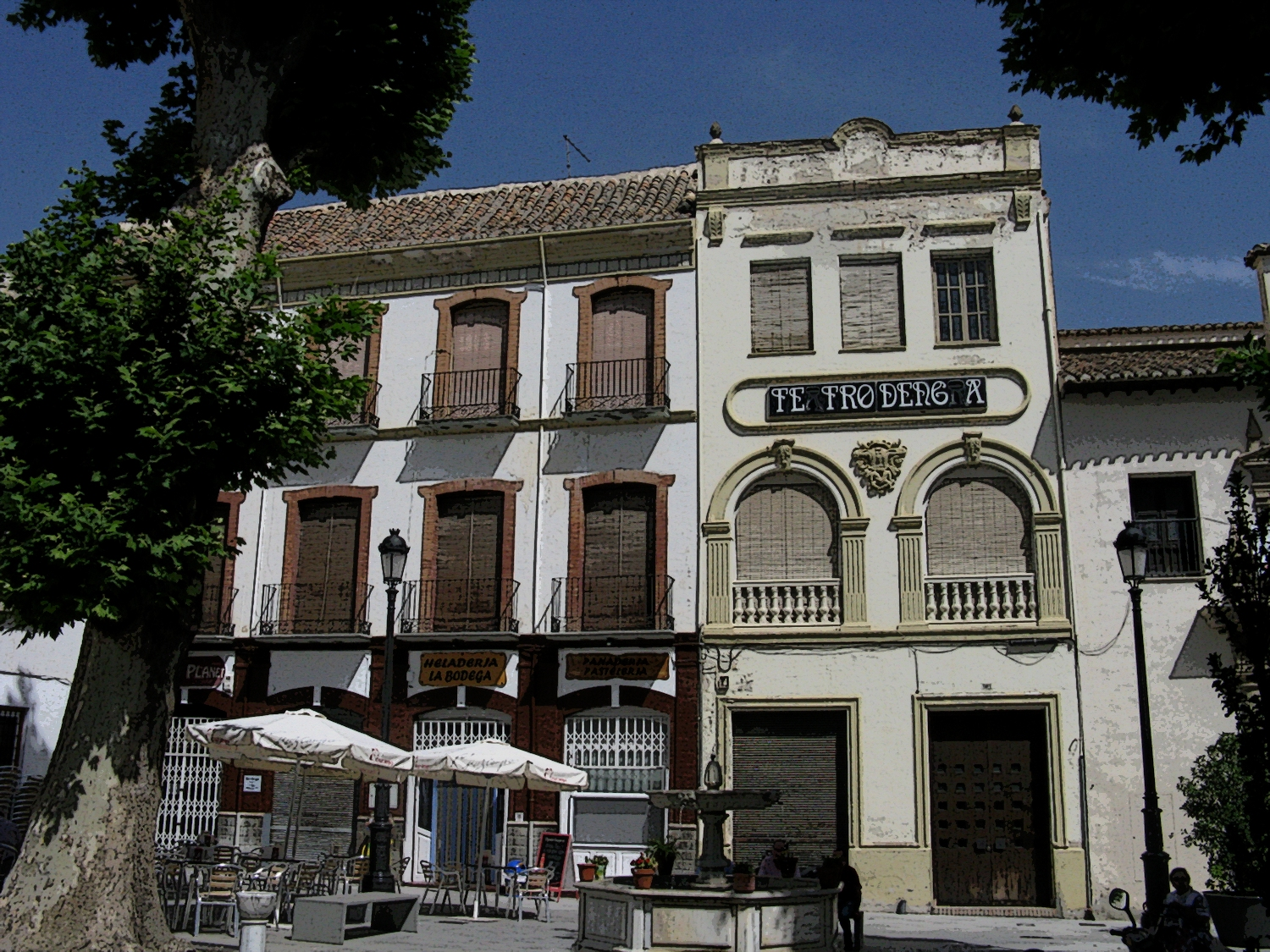
El histórico Teatro Dengra, situado en la plaza Santo Domingo de Baza

- El Teatro Dengra: es uno de los teatros históricos de la provincia de Granada. Actualmente en restauración.
- El Real Pósito: se construyó en 1762, durante el reinado de Carlos III. Conserva un hermoso patio con galerías.
- La plaza de toros: se inauguró en 1903 y posee la singularidad de que la mayor parte de su graderío y su ruedo se asientan en una ladera artificial de un cerro parcialmente desmontado, a modo de teatro griego. Al término de la Guerra Civil, las tropas franquistas la utilizaron como campo de concentración de prisioneros durante, al menos, abril y mayo de 1939.[33]
- La placeta de los moriscos o de las tetas: singular plaza del barrio de San Juan, con una composición casi triangular, donde está el edificio conocido popularmente como Casa de las Tetas, casa de estilo mudéjar cuya fachada posee unos curiosos elementos decorativos que recuerdan la figura de pechos femeninos.
- Casas-cueva: viviendas trogloditas excavadas en la tierra. En ellas se mantiene durante todo el año la misma temperatura (18-20 °C). Baza cuenta con varios complejos de alojamientos de este tipo destinados al turismo rural para lo que se les ha dotado de todo tipo de comodidades. Pueden ofrecer además otros servicios como baños árabes, tetería, cocina regional e internacional, deportes de aventura, etc.
- La Granja: palacio del siglo XVI, situado en el entorno del embalse del Negratín. Fue propiedad del monasterio de San Jerónimo, junto a los baños de Zújar o baños de Benzalema. También se conoce como "casa de la Pródiga", en referencia a la novela homónima de Pedro Antonio de Alarcón, cuya acción parece situarse en este lugar. En la actualidad pertenece a la Confederación Hidrográfica del Guadalquivir, y está siendo rehabilitado como centro de interpretación del Agua para dar a conocer el territorio que conforma la cuenca del Guadiana Menor.
- El cerro del Puntal: situado junto a los baños de Zújar y justo en el límite entre los términos municipales de Baza y Zújar, se trata de un asentamiento prehistórico formado por cuevas. Se pueden observar formaciones geológicas de travertinos.

### Arquitectura religiosa

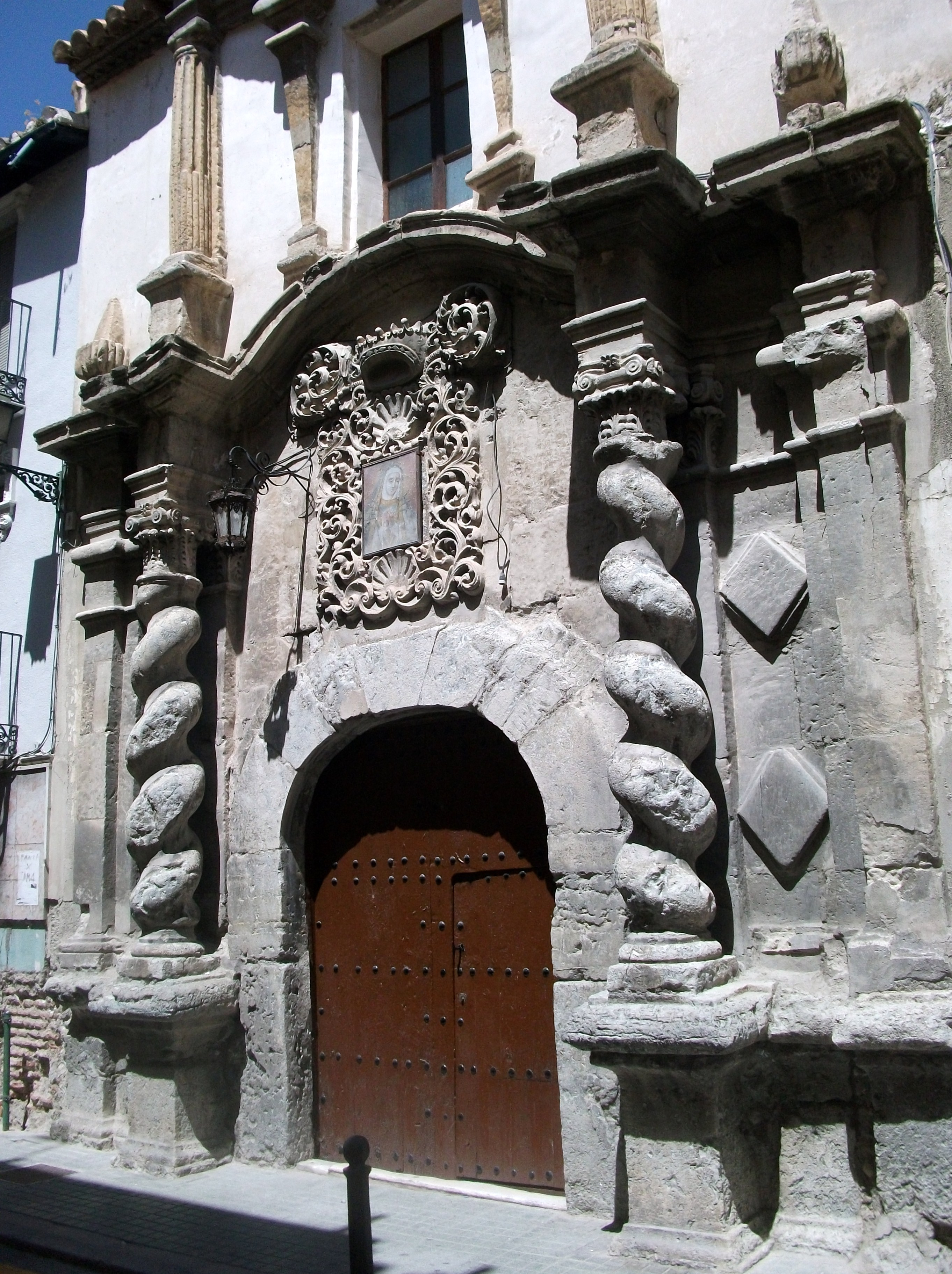
Pórtico de entrada a la iglesia de los Dolores

- Iglesia de los Dolores (antiguo oratorio de San Felipe Neri). Es la única iglesia puramente barroca de la ciudad. Construida en 1702, tiene adosado el palacio episcopal levantado en 1775. Es de planta de cruz latina con bóveda de media naranja en el crucero y tres naves, mayor la central con bóveda de medio cañón y lunetos. Su portada está conformada por dos cuerpos, con columnas salomónicas el inferior y semicolumnas corintias el superior. En su cabecera se encuentra un camarín rococó de talla en madera cubierto por bóveda de yeserías.
- Claustro del antiguo convento de San Francisco. Parte del claustro del convento de San Francisco (siglo XVI), actualmente desaparecido se trasladó, a principios de los años ochenta del siglo pasado, a su actual emplazamiento en el recinto de la alcazaba.
- Ermita de San Marcos o del Humilladero. Es una de las pocas ermitas que se conservan de las varias construidas tras la conquista cristiana aunque fuertemente modificada. De estilo barroco, resalta por las dos cúpulas de media naranja de su cubierta.
- Ermita de Santa Rita.
- Ermita de San Sebastián.
- Iglesia y convento de Santo Domingo. Aunque muy transformados y en parte destruidos, tanto la iglesia como el convento tras su desamortización, aún se conservan importantes elementos de este conjunto conventual levantado a principios del siglo XVII (la iglesia se construye entre 1608 y 1617). De todo el conjunto destaca su claustro con dos órdenes de arcadas sobre columnas toscanas. También son destacables la escalera monumental desde la que se accede al interior del antiguo convento, cubierta por una cúpula, y la portada y el alfarje del sotocoro de la iglesia.
- Iglesia y convento de San Antón. Se construyó sobre una antigua ermita fundada por los Reyes Católicos. Estaba terminada en 1663, formando parte del convento de franciscanos recoletos que se estableció en el mismo lugar desde 1609. Es de tres naves, cubierta con bóveda de cañón y coro alto en los pies. Se conservan restos de policromía en su interior. De propiedad privada, se encuentra cerrada al culto.
- Iglesia y convento de la Merced. La iglesia se construyó en los inicios del siglo XVI, probablemente sobre una ermita mozárabe destruida en época almohade. Su planta es de tres naves con capilla mayor cubierta por bóveda de crucería y coro alto a los pies, donde se abre su portada construida a finales del siglo XVIII en mármol gris. En su cabecera alberga un camarín barroco en donde se custodia la imagen de la Virgen de la Piedad, copatrona de Baza. El convento siguió ocupado por una congregación franciscana hasta septiembre de 2008.
- Iglesia y convento de la Presentación. Entre sus aspectos más llamativos, destaca un artesonado de madera, decorado con policromía en una de sus dependencias y el claustro anexo a su iglesia.
- Iglesia de San Juan. Construida sobre la mezquita que se levantaba en este mismo lugar, junto a la puerta de Armesto, en el siglo XVI, responde al modelo mudéjar tan frecuente en la ciudad y comarca. Posee tres naves, la central de mayor altura.
- Monasterio de Nuestra Señora de la Piedad. Perteneciente a los jerónimos, fue construido a instancias y bajo el patrocinio de la familia Enríquez-Luna junto a su palacio, desde el que podían asistir a los oficios religiosos a través de una algorfa o pasadizo elevado que accedía directamente a la capilla mayor. La iglesia se concluyó en 1690 si bien las primeras obras tanto en ella como en el monasterio se iniciaron en 1502. Del monasterio, que tuvo gran importancia en toda la comarca entre los siglos XVI y XIX, se conservan pocos restos integrados en una vivienda privada.
- Iglesia del Santo Ángel. Esta zona de la ciudad de Baza pertenecía a la parroquia de San Juan. Había un límite físico correspondiente a la línea férrea de tren Guadix-Almendricos. Por tanto se vio la necesidad de crear una nueva parroquia de la vía de tren hacia arriba. Se edificó en el año 1968, agrandándose todo lo posible, según la economía de quienes participaron en el proyecto. Se construyó en el terreno de una ladera, con la ayuda de una escuela taller en la que estuvieron aprendiendo los diferentes oficios de las cooperativas que se crearon en el Plan Social Baza. Es una nave de 900 m², con el tejado de uralita y vigas de hierro vistas, con numerosas cristaleras y donde se encuentra la talla del Cristo de la Caridad.

### Parques y fuentes

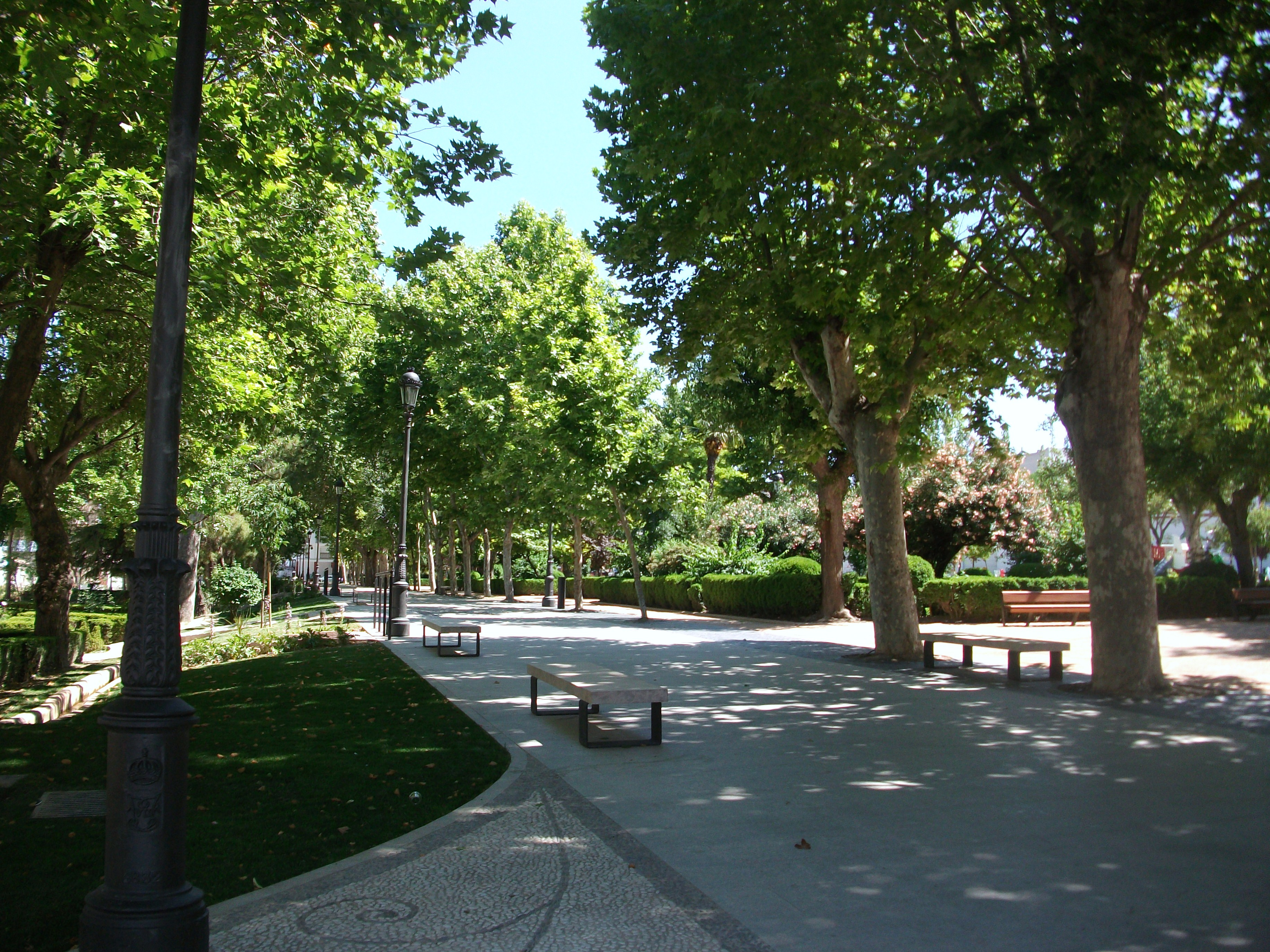
La Alameda de Cervantes, en el centro de Baza

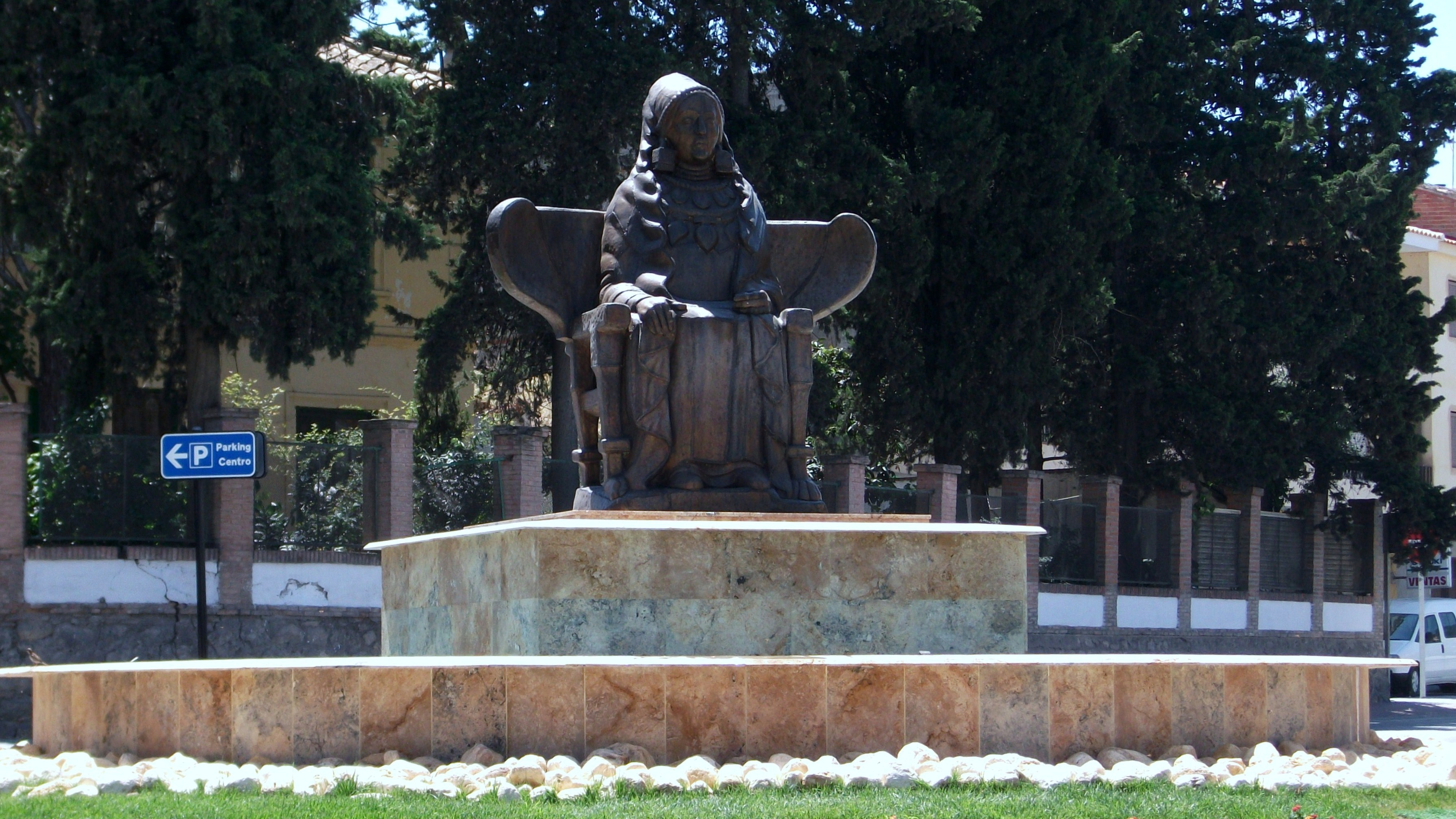
Estatua de la Dama de Baza situada en la rotonda de la carretera de Murcia

- Fuente del Alcrebite
- Fuente de los Caños Dorados
- Fuente de San Juan
- Fuente de la Teja
- Parque de la Alcazaba
- Parque de la Alameda
- Parque de la Cruz de los Caídos
- Parque de la Constitución
- Parque Los Prados
- Parque Razalof
- Parque San Pedro Mártir
- Parque Teresa Díaz Hernández
- Paraje de las Siete Fuentes
- Parque Plaza San Marcos

### Museo Municipal
El Museo de Baza fue creado por el ayuntamiento el 4 de noviembre de 1988. La mayor parte de los fondos que lo integran son de carácter arqueológico, si bien en él también están presentes objetos y elementos del pasado reciente de la ciudad de Baza, dado que pretende cumplir principalmente la función de museo de la ciudad, desde los orígenes de ésta y su comarca hasta el momento presente, como reflejo de su devenir histórico entendido como un proceso continuo y complejo.
En el momento presente, a la espera de la necesaria ampliación de sus instalaciones con el edificio contiguo de la antigua alhóndiga (siglo XVI a. C.), el museo cuenta con cuatro salas de exposición permanente, que se han estructurado en cuatro grandes periodos cronológico culturales: sala 1, Prehistoria; sala 2, Cultura ibérica; sala 3, Época romana, y sala 4, Épocas medieval y moderna.

## Cultura

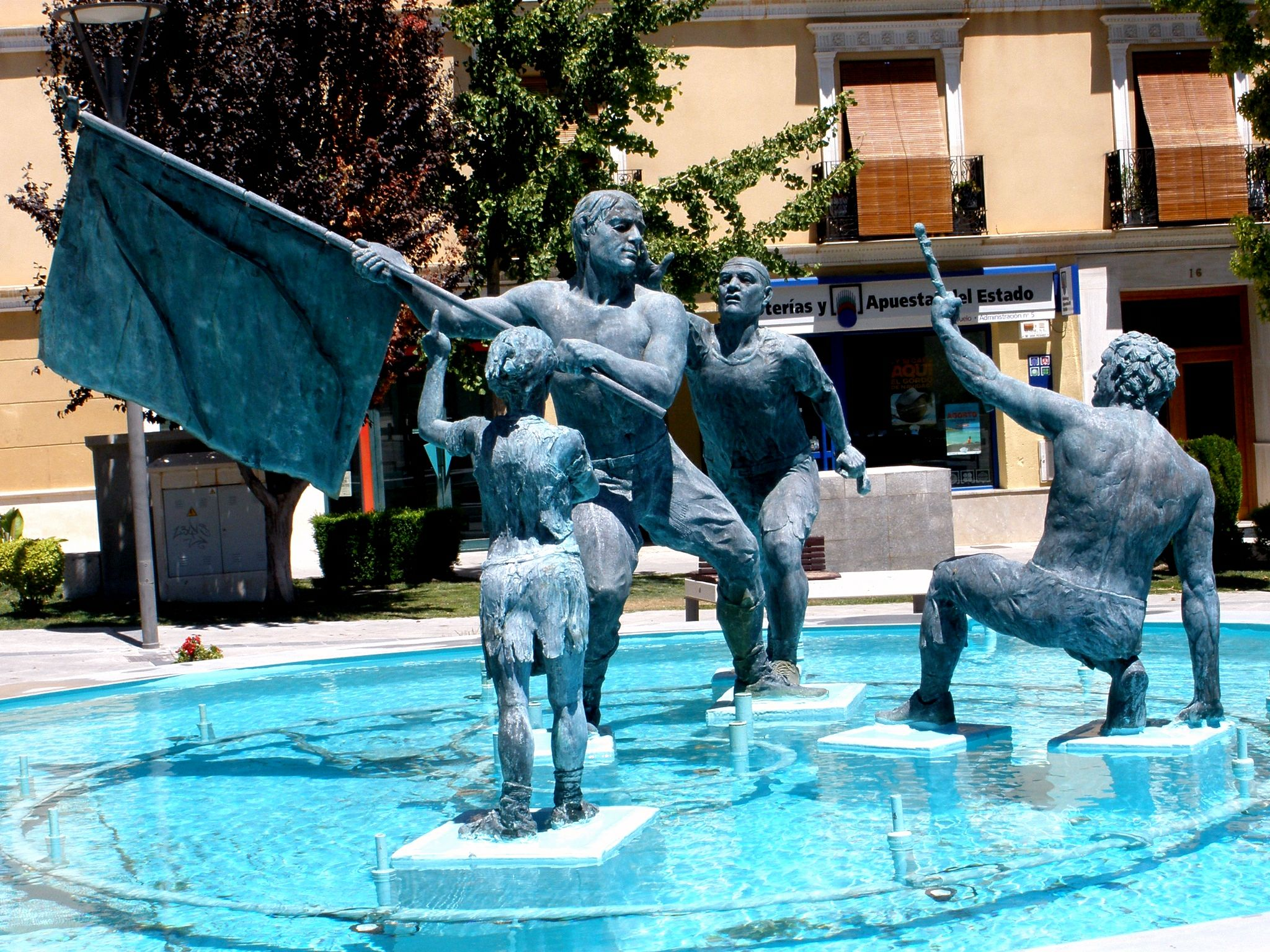
Fuente-monumento del Cascamorras, en la plaza de las Eras

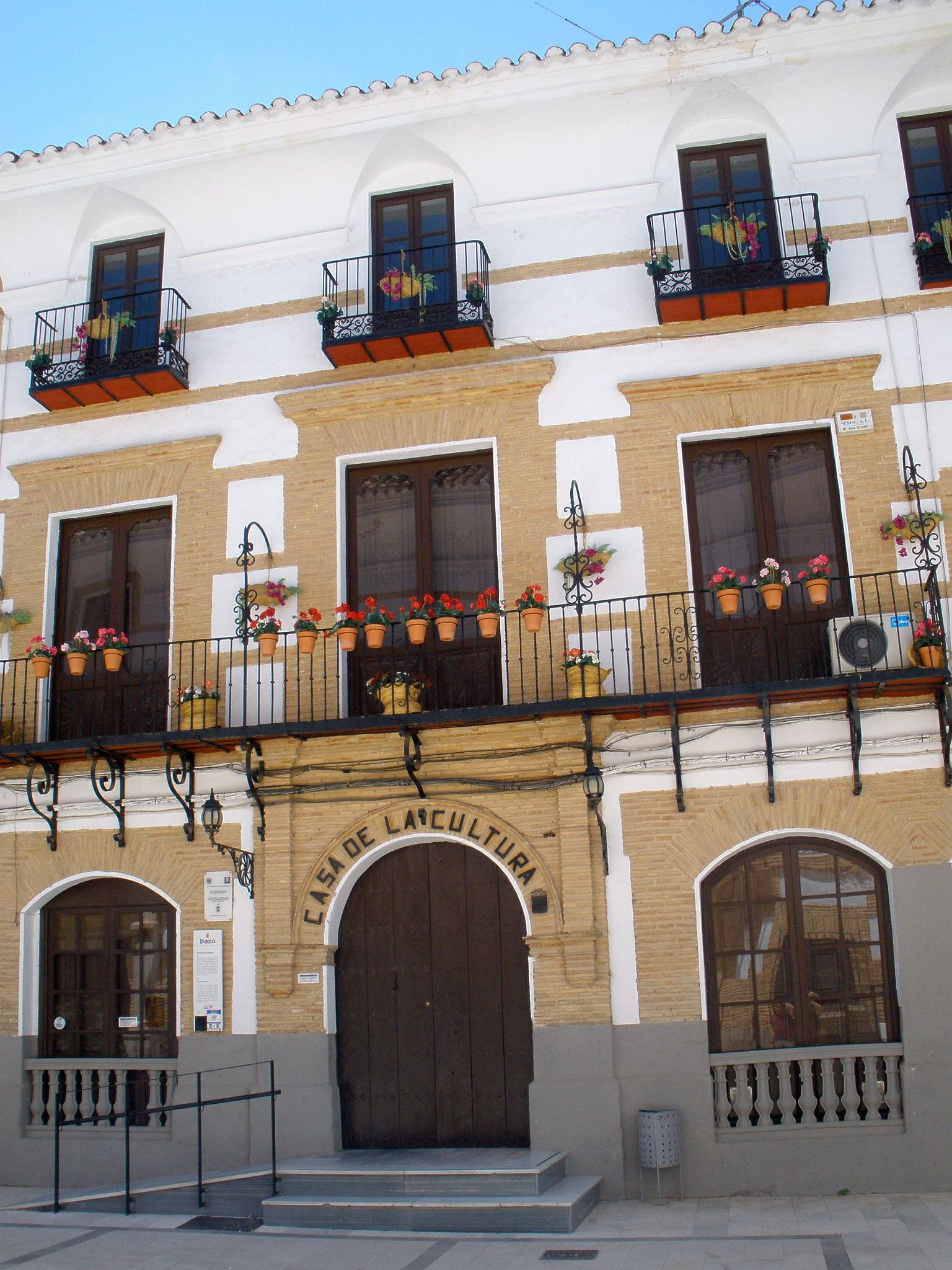
Casa de la Cultura

### Cascamorras
La Feria Grande se celebra la segunda semana de septiembre, que comienza con la aparición del Cascamorras, una costumbre de varios siglos de antigüedad catalogada de Interés Turístico internacional. El Cascamorras sale de Guadix para intentar llevarse la Virgen de la Piedad, que se encuentra en el bastetano convento de La Merced, y durante todo el camino se le arrojan pinturas y tintes para evitar que llegue limpio y pueda llevarse la imagen.

### Fiestas populares
- Cruces de Mayo, días 1, 2 y 3 de mayo, fiesta en la que diversos grupos y asociaciones visten una cruz y adornan el lugar donde esta es instalada. Hay establecido un concurso a nivel municipal que premia a las mejores.
- Fiesta de San Juan, 24 de junio, se hacen hogueras en la Fuente de San Juan la noche del 23 de junio.
- Fiesta del Bastetano Ausente: en el mes de agosto. Dedicadas a recordar a los bastetanos emigrantes. Semana cultural dedicada a la Dama de Baza, donde se puede encontrar el Festival Internacional de Coros y Danzas.
- Santa Bárbara: se celebra el día 4 de diciembre. Esta fiesta conmemora la entrada en la ciudad de los Reyes Católicos y la expulsión de los moros. Desde el balcón del ayuntamiento se exhibe el Pendón Real con el tradicional "Bazaqué". Durante los días próximos a esta fecha, con motivo de esta festividad de la copatrona de la ciudad, se organizan una serie de actos entre los que desta el Mercado de las Culturas y la cata de vinos del país.
- Día de Santa Lucía, se hacen hogueras entre la noche del 12 al 13 de diciembre.

Además, entre junio-agosto comienzan en los barrios sus fiestas o semanas culturales de las cuales destacan los barrios de Santiago, Salazar y Ángel.

### Eventos culturales
Desde 1985 se celebra el Certamen de Pintura Local Dama de Baza y desde 1987 el Certamen de Fotografía Dama de Baza, que se entregan durante la fiesta del Cascamorras. Desde 2012 se celebra el Concurso Internacional de Música de Cámara Antón García Abril de Baza.

### Gastronomía
Entre la gastronomía bastetana destacan las gachas tortas, la gurupina —realizada a base de harina, bacalao, patatas, pimiento seco, cebolla y setas de chopo o bien níscalos de la zona—, el testuz —a base de habas secas cocidas, judías blancas, tocino, morcilla, careta, oreja de cerdo, patatas, ajo, pimiento seco y tomate—, los gurullos con perdiz o liebre, la babolla y las migas. En repostería resaltan el bienmesabe y los dulces navideños.

### Deporte
En Baza hay un estadio de atletismo, varios clubes de tenis, dos piscinas municipales (una de ellas cubierta) junto a un pabellón cubierto para practicar fútbol sala, voleibol y baloncesto. Y también encontramos varios campos de fútbol, destacando el municipal Constantino Navarro, el campo del C.D. Baza, y el campo de fútbol La Alameda, de césped artificial, donde juegan las categorías inferiores del Baza.
En cuanto al fútbol, en la temporada 2015/2016 desapareció el Club Deportivo Baza, de tal manera que actualmente es el C.D. Ciudad de Baza Club Polideportivo 2017 el que compite en categorías sénior e inferiores.
En baloncesto señalar el CD Baloncesto Baza, creado en la temporada (08/09), que compite en el grupo C de la Liga Nacional N1 (20/21).
En Baza se encuentra el encuentra el coto de caza Sierra de Baza.

## Localidades hermanadas
- Edchera (Sáhara Occidental)
- Galera (España)[38]
- Lorca (España)[39]
- Serón (España)[39]